# Orientalischer Tanz

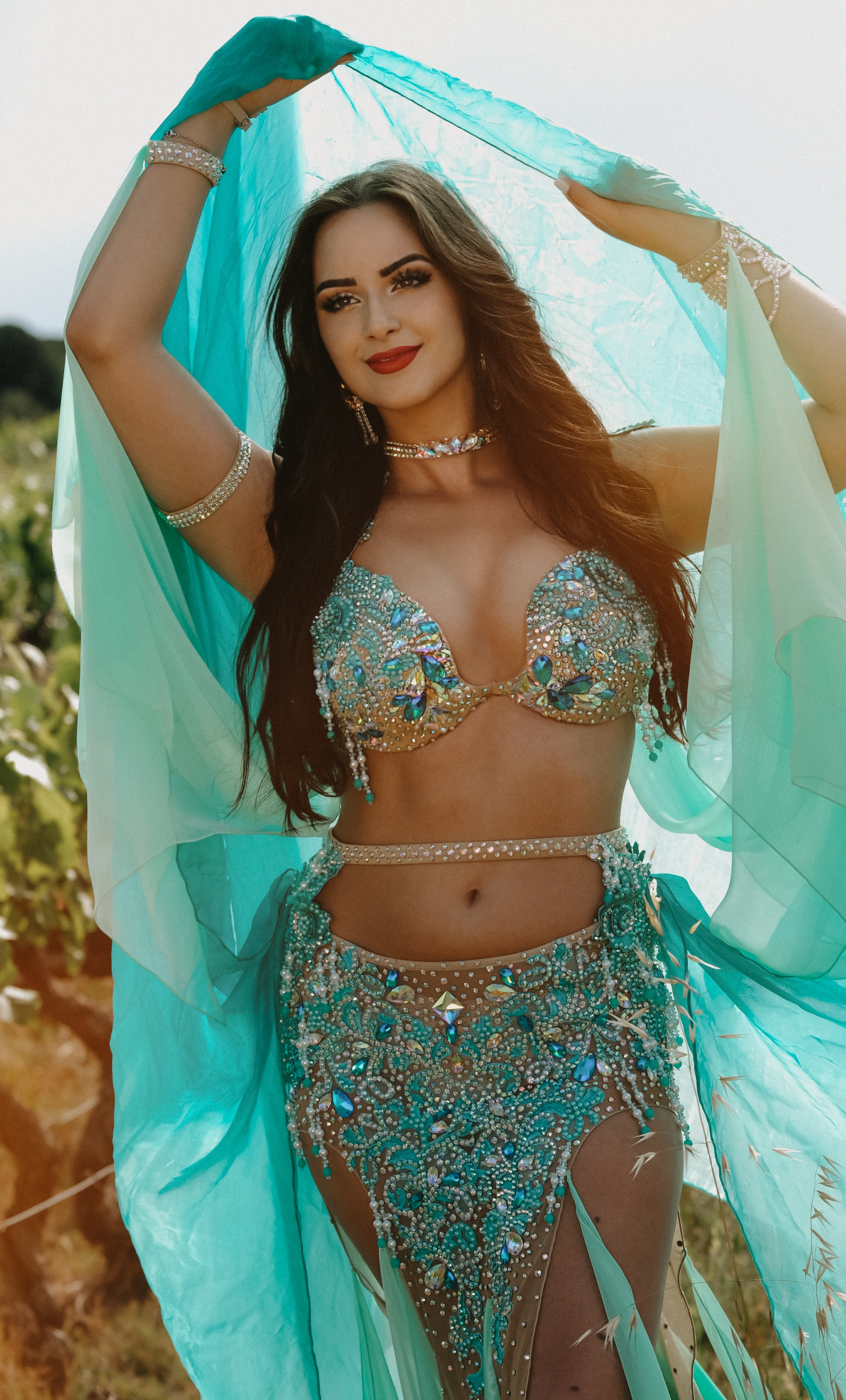
Deutsche Bauchtänzerin Ranin.

Orientalischer Tanz, arabisch رقص شرقي Raqs Scharqi, DMG raqṣ šarqī, im Volksmund auch bekannt als Bauchtanz, ist ein meist von Frauen aufgeführter, den Körper stark betonender Tanz, der von orientalischer Musik begleitet wird und bei dem die Tänzerin gemeinhin ein den Bauch freilassendes Kostüm trägt. Erfunden wurde er in den 1920er-Jahren in den Kabaretts arabischer Metropolen; seine Ursprünge sind weit älter und gehen mindestens auf die Ghawazi zurück. In Deutschland ist der Bauchtanz seit den 1980er-Jahren etabliert (→ Orientalischer Tanz in Deutschland)
Seither wird der Tanz – heute insbesondere durch Einflüsse auch außerhalb des Nahen Ostens – beständig weiterentwickelt. Bauchtanz wird meist als äußerst weiblicher Tanz wahrgenommen, der die Gefühlswelt und Kraft von Frauen zum Ausdruck bringt, andererseits aber, da er den weiblichen Körper teilentblößt und durch seine Bewegungen stark betont, auch stark erotisiert und sexualisiert ist, was dem Bauchtanz mitunter auch einen negativen Ruf eingebracht hat.

## Grundlegendes zum Tanz

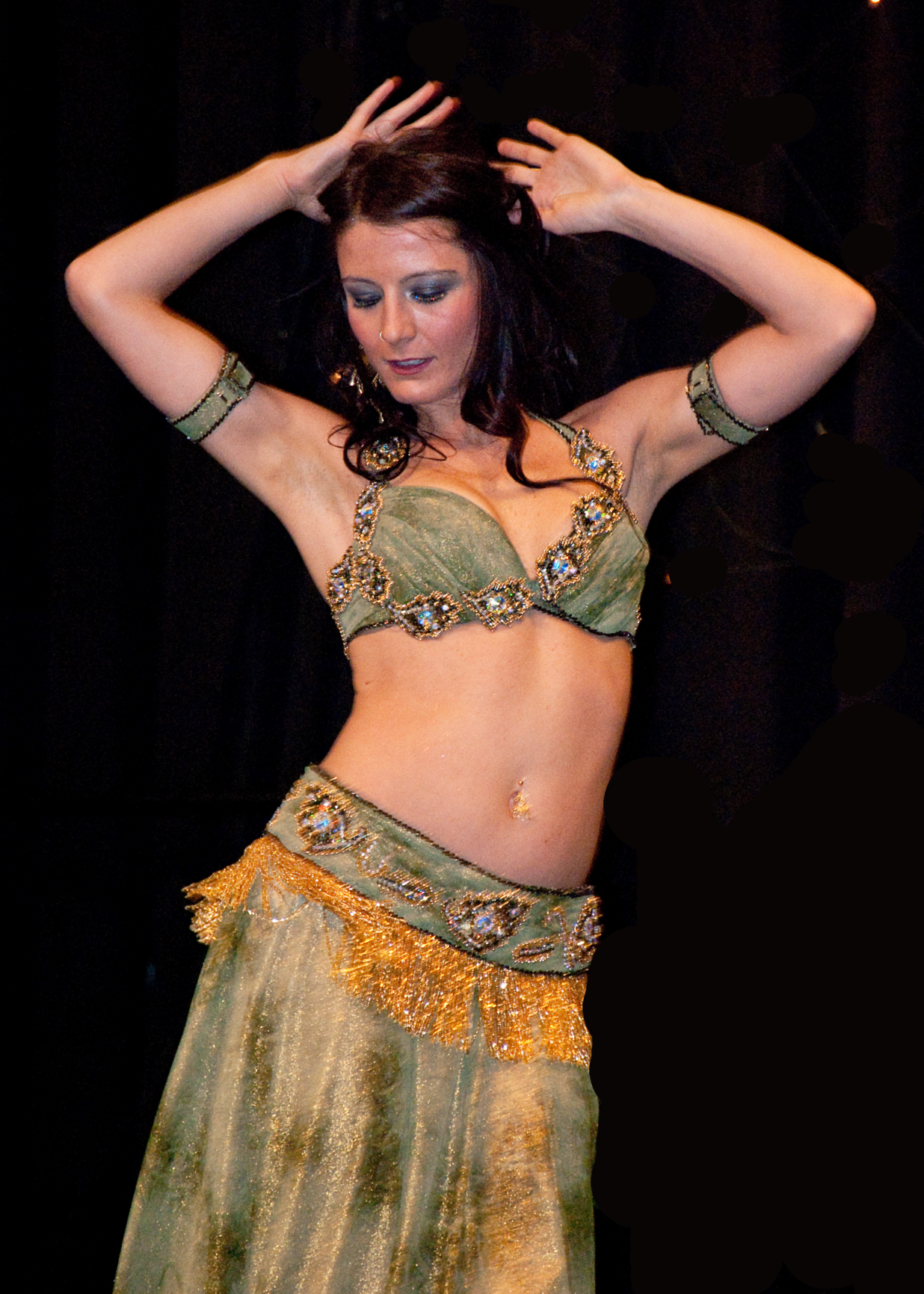
Bauchtänzerin

### Name und Definition
In der arabischen Welt wird der Tanz Raqs Scharqi / رقص شرقي / raqṣ šarqī genannt, wörtlich "Östlicher Tanz", im Deutschen abgeleitet zu „Orientalischer Tanz“. Der Ausdruck ist jedoch irreführend, da er nicht die Gesamtheit aller orientalischen Folkloretänze umfasst, sondern lediglich den ägyptischen Solotanz.
Die volksmündliche deutsche Bezeichnung „Bauchtanz“ geht auf die französische Bezeichnung Danse du ventre („Bauchtanz“) zurück, die im 19. Jahrhundert etwa von den französischen Schriftstellern Émile Zola und Gustave Flaubert verwendet wurde. Zuvor war der Bauchtanz von anderen europäischen Beobachtern als "Tanz der Almeh", danse voluptueuse (sinnlicher Tanz) und danse lascive bezeichnet worden. Gemäß der New York Times geht die englische Bezeichnung Bellydance auf einen Promoter auf der Weltausstellung 1893 in Chicago zurück, wo der Tanz aufgeführt wurde. Ebenso denkbar ist, dass das Wort von der arabischen Bezeichnung „Raqs Balady“, übersetzt „Tanz der Leute“ (Einheimische in Ägypten), abgeleitet ist.

### Bewegungen

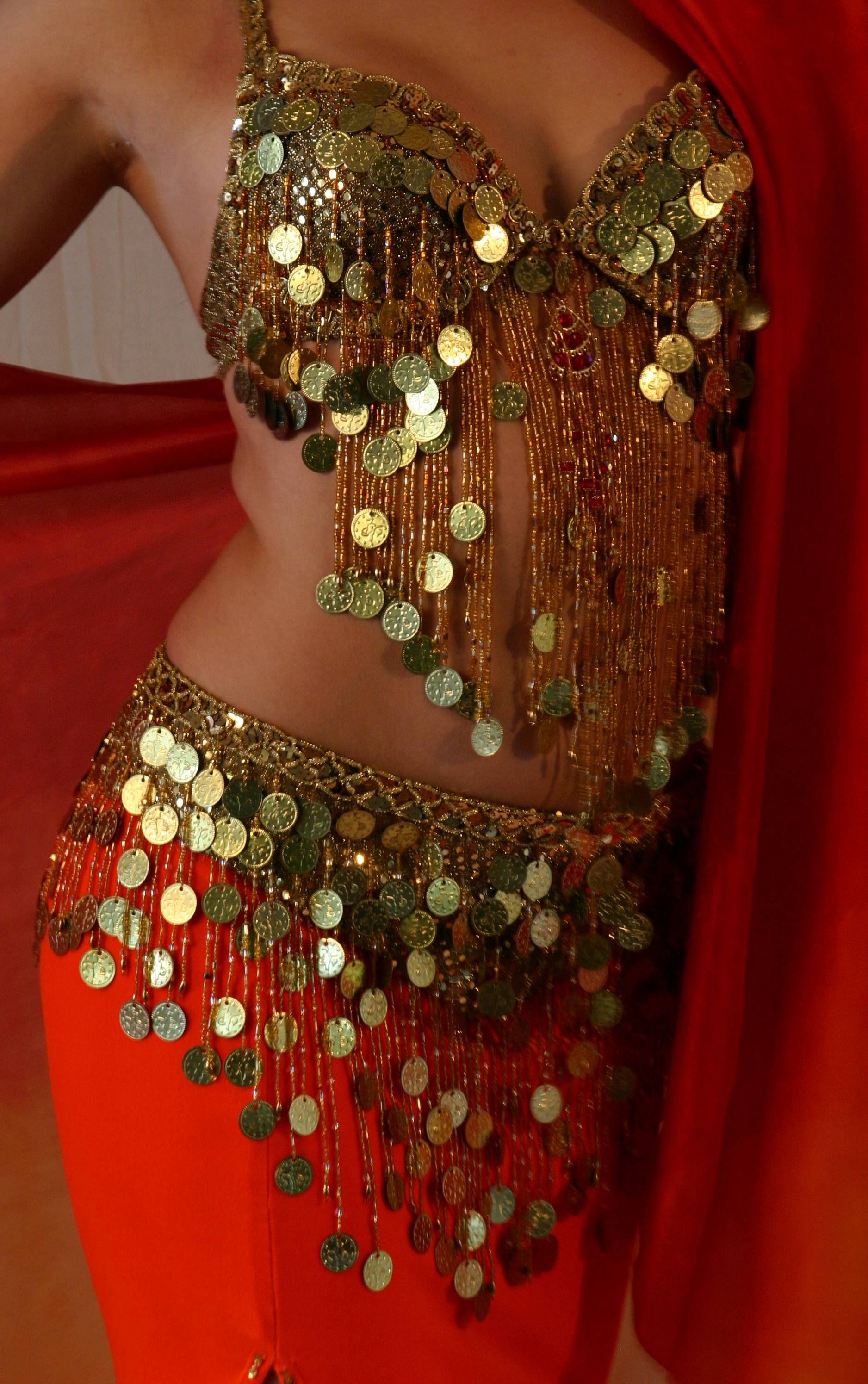
Bauchtanzkostüm aus mit Münzen und Pailletten besetztem BH und Rock.

Der Begriff „Bauchtanz“ reduziert die Vielfalt des orientalischen Tanzes und den Auftritt der Tänzerinnen auf den Bauch, die Hüfte oder das Gesäß, doch umfasst der Tanz genauso Arme, Beine, den Kopf und mitunter die Brüste. Je nach Stilart wird der Tanz unterschiedlich mit langsam geschmeidigen, bis hin zu harten, rhythmischen Bewegungen durchgeführt, abhängig von dem gewählten Stil und Musikstück. Während der ägyptische Solotanz die Bewegung aus der Körpermitte holt und oft energetisch auch wieder dorthin zurückkehrt, kommen bei westlichen Stilen die Bewegungen meist aus den Beinen, sind recht groß und werden seltener muskulär abgestoppt. Gerade beim westlichen Stil werden viele Hand- und Armbewegungen eingesetzt, während der traditionelle orientalische Stil die Arme und Hände hingegen eher als Umrahmung des tanzenden Körpers sieht. Gerade beim arabischen Bauchtanz ist die Kenntnis des Musikstücks unabdingbar, da eine Tänzerin diesen interpretieren und ihre Körpersprache (Gestik ebenso wie Mimik) auf den Text abstimmen muss.

### Kleidung
Das klassische Bauchtanzkostüm entstand in den 1920er-Jahren in den Metropolen des Nahen Ostens und Nordafrikas, wie Algier, Beirut und Kairo, wo der Raqs Sharqi in den Cabarets als Unterhaltungstanz aufgeführt wurde. Ein typisches Raqs-Sharqi-Kostüm besteht aus einem meist BH-artigen Oberteil, einem ebenfalls Gürtel (zusammen mit dem Oberteil als Bedleh bezeichnet) und einem Rock, die häufig mit Fransen, Pailletten oder Münzen besetzt sind. Aus dem 19. Jahrhundert sind verschiedene prä-Raqs-Sharqi-Tanzkostüme bekannt, die sowohl verhüllend, als auch sehr freizügig sein konnten. Der Schleier ist ein nachträglich aus dem Westen in den arabischen Bauchtanz eingeführtes Accessoire und wird nach dem Eingangspart der Musik von der Tänzerin auf der Bühne abgelegt, im westlichen Stil bleibt er oft am Körper der Tänzerin. Das Aussehen des Kostüms ist mitunter stark vom Stil abhängig, den die Tänzerin aufführt, da zusätzliche Elemente und Accessoires einfließen können. Die Kostüme des Tribal-Dance weichen mitunter stark von klassischen Kostümen ab.

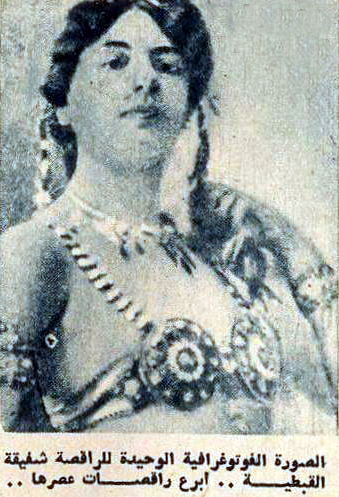
Shafiqa al-Qibtiyya (1851–1926) in freizügigem Oberteil, wohl um 1875.
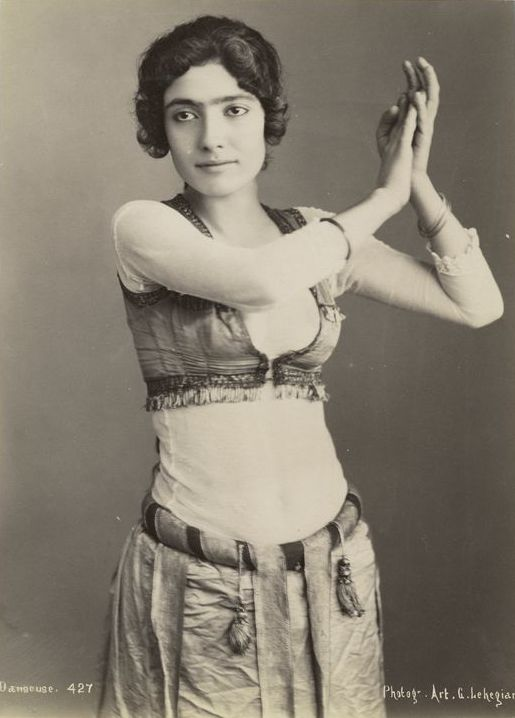
Ghawazi-Bauchtänzerin in den Oberkörper bedeckendem Kostüm, 19. Jahrhundert.
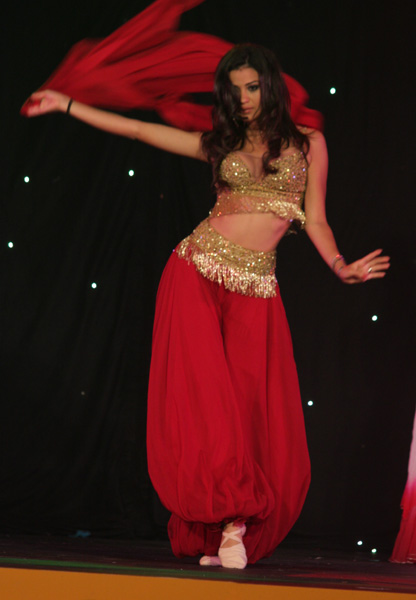
Tänzerin mit Schleier und Fransen- und Pailletten-besetztem Kostüm.
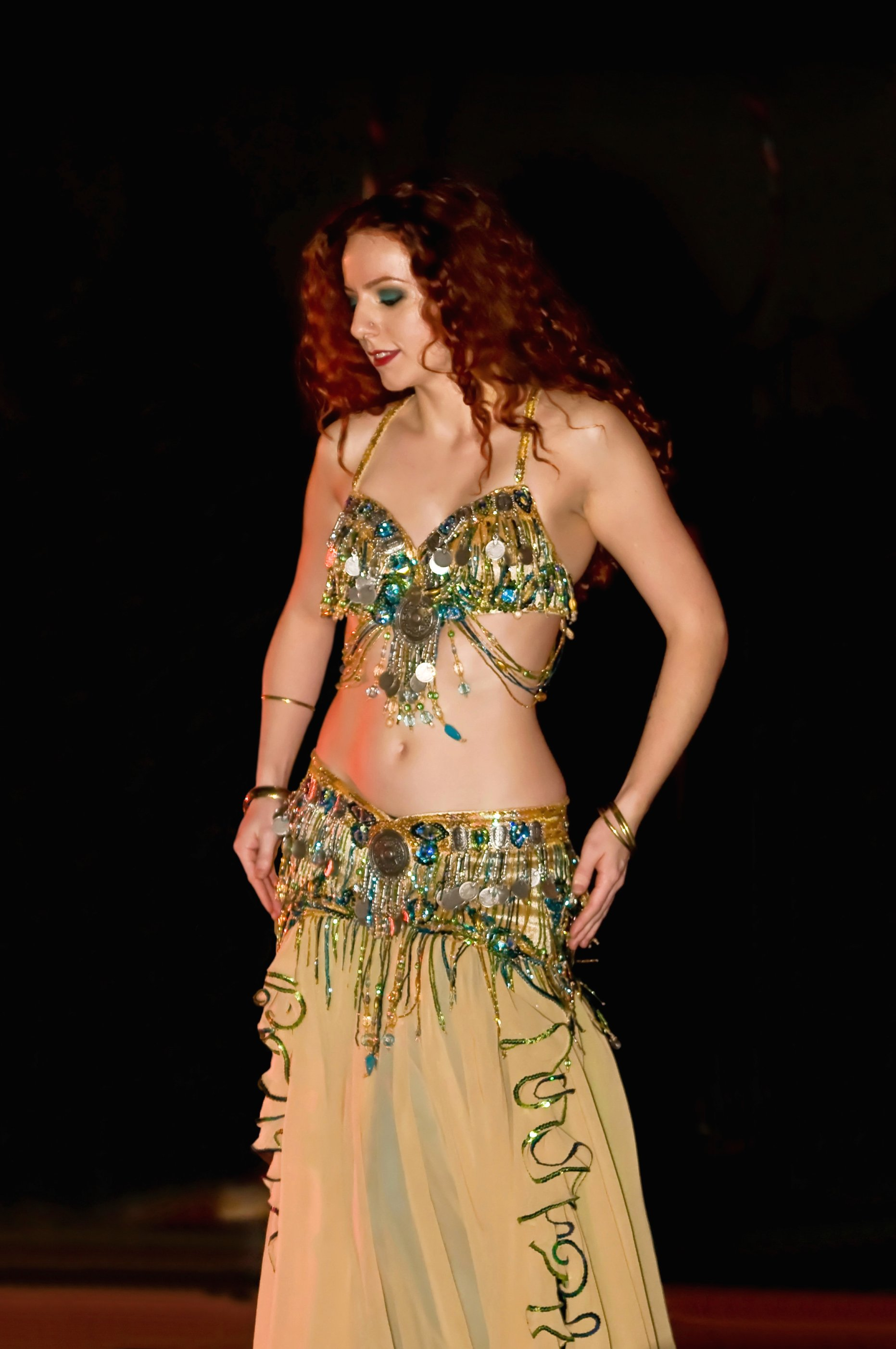
Bauchtänzerin mit Fransen und Münzen besetzten Kostüm.
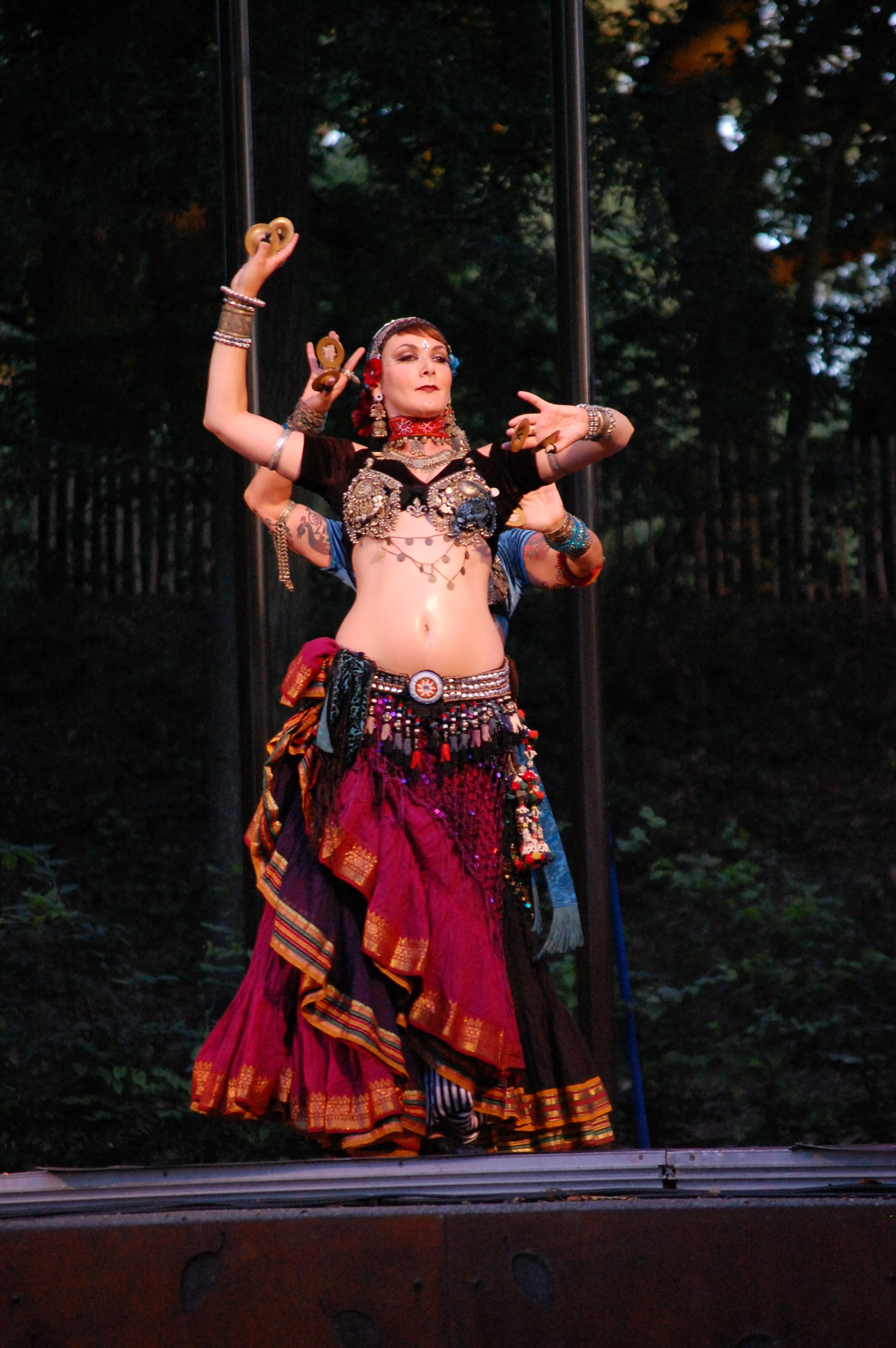
American Tribal Bauchtanz-Kostüm.
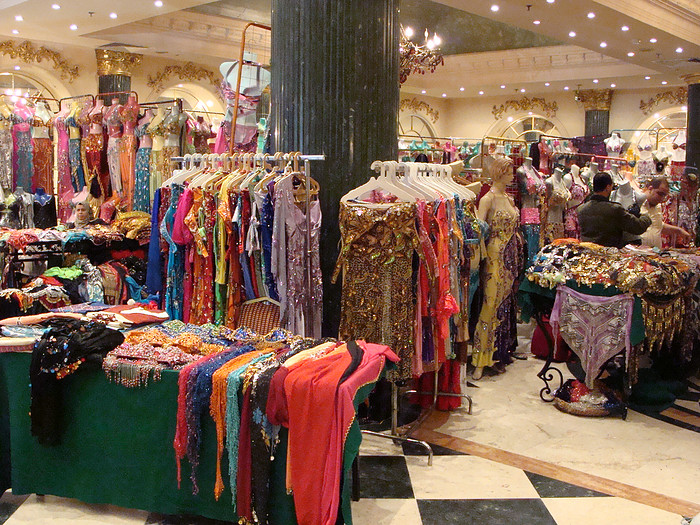
Bauchtanzkostüme und Accessoires auf einer Messe.

### Stile und Accessoires
Traditionelle Formen des Orientalischen Tanzes (Bauchtanzes) sind der klassisch ägyptische Solotanz Raqs Sharqi, der in den 1920er-Jahren in den Cabarets der Metropolen des Nahen Ostens entwickelt wurde, der im Gegensatz dazu auf dem Land entwickelte Baladi, sowie der griechische Tsifteteli.
Neben diesen klassischen Tänzen wird der Orientalische Tanz beständig durch die Entwicklung neuer Stilarten oder Einbindung von Elementen anderer Tänze erweitert. In den Golfstaaten zeigt sich bei Darbietungen von Tänzerinnen, etwa in Dubai, die Einbindung von Elementen des lokal Khaleegy-Volkstanzes, des sogenannten Haartanzes. Eine neu geschaffene eigene Form ist der American Tribal Style Belly Dance und dessen Derivate wie Tribal Fusion.
Neben Stilarten, die sich auf nachgewiesene historische Traditionen und Entwicklungen beziehen, wurden auch neue Tänze anhand alter Bildern und Geschichten erdacht, die keine realhistorische Tradition in ihrer Form und in Tanzschritten und Bewegungen haben, bzw. sich einzelner Versatzstücke, etwa aus dem Orientalischen Tanz und indischen Tänzen bedienten. Hinzu zählen etwa der Pharaonische Tanz, Säbeltanz, Schleiertanz und Schlangentanz. Letztere wurden von amerikanischen und europäischen Tänzerinnen des späten 19. und frühen 20. Jahrhunderts in den exotischen Tanz eingeführt und sind nur sehr entfernt mit den ursprünglichen Tänzen des Orients verwandt. Der Schleier etwa, der heute ein Markenzeichen vieler Bauchtänze ist, wurde seinerseits in den Nordamerika und Europa in den Tanz eingeführt und in den 1940er und 1950er Jahren schließlich im Nahen Osten in den klassischen Raqs Sharqi aufgenommen. Auch andere Accessoires wie Säbel, Schwerter oder Kerzentabletts haben durch die Fantasy-Tänze in den Bauchtanz Einzug gefunden.

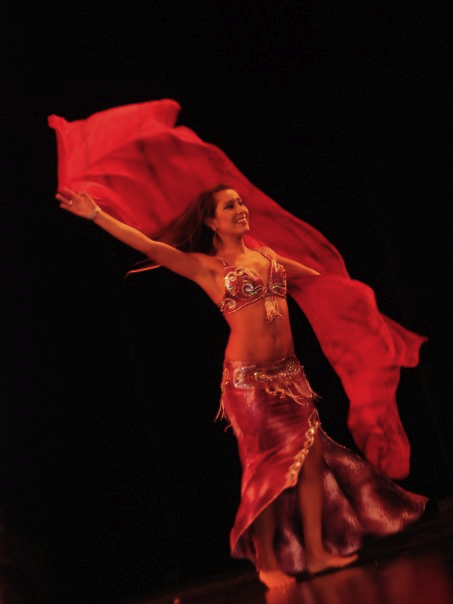
Tänzerin mit Schleier
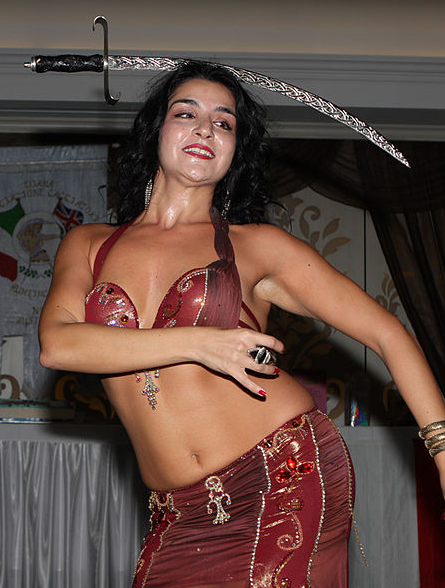
Tänzerin mit Säbel
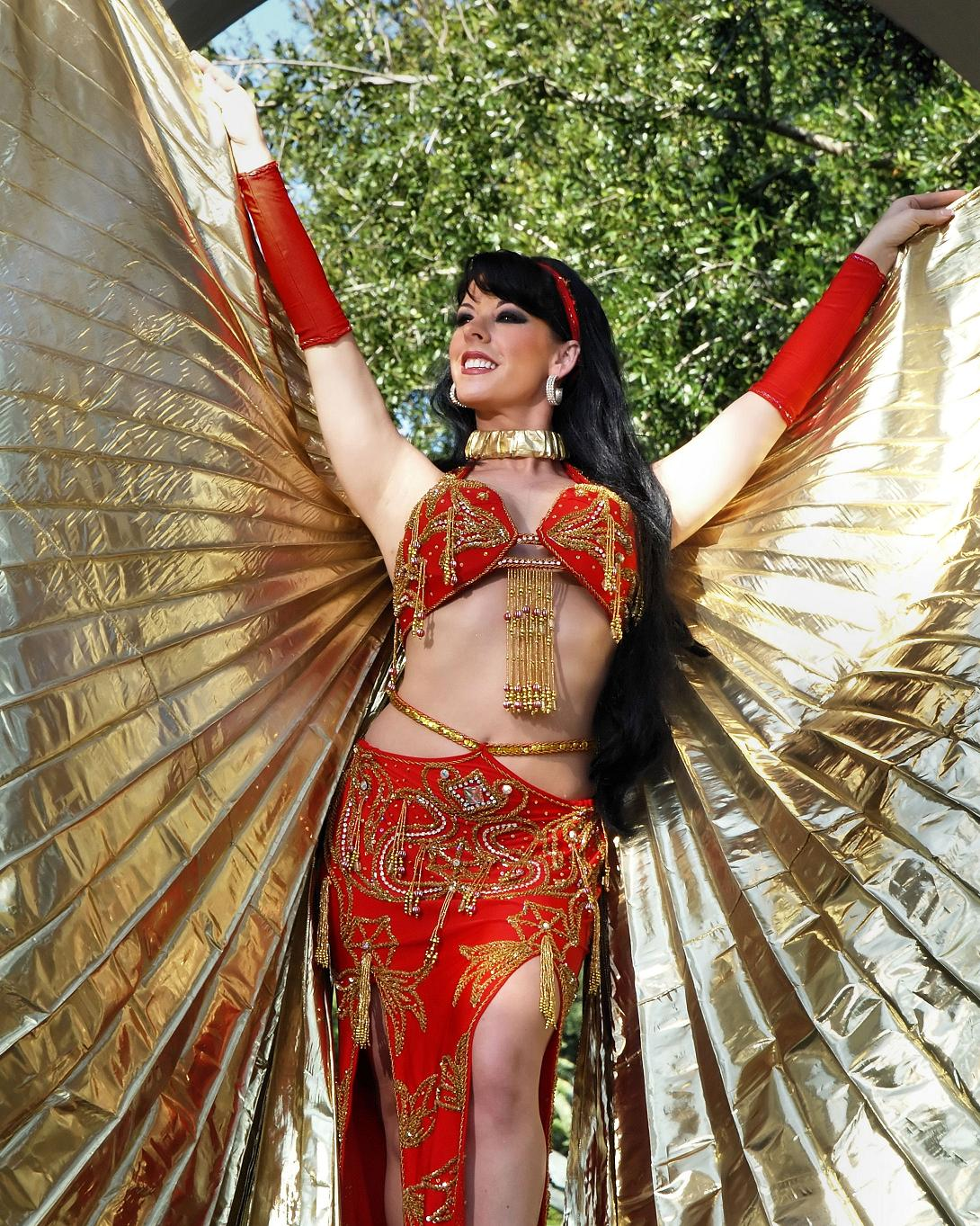
Tänzerin mit Isis-Schwingen

## Geschichte

### Frage der Ursprünge
Die Frage nach dem Alter und den genauen Ursprüngen und Zwecken des Orientalischen Tanzes stellt ein nicht zu lösendes Problem dar. Es liegen schlichtweg keine historischen Zeugnisse vor, die zweifelsfrei nachweisen können, wann der Bauchtanz und seine charakteristischen Bewegungen in ihrer ursprünglichen Form entstanden sind. Zwar sind bildliche Darstellungen und Erwähnungen von tanzenden Frauen aus dem Kulturraum des Nahen Ostens seit Jahrtausenden, schon seit den alten Ägyptern und altmesopotamischen Hochkulturen bekannt. Mangels insbesondere schriftlicher historischer Quellen kann über die Art dieser Tänze und ob sie dem Bauchtanz ähnelten, nur spekuliert werden. Aufgrund der geografischen Nachbarschaft und der jahrtausendelangen gemeinsamen Kulturgeschichte der Länder des Nahen Ostens ist es noch dazu abwegig, zu glauben, vor der schriftlichen Überlieferung im 18. und 19. Jahrhundert sei der Bauchtanz nicht bereits durch Einflüsse außerhalb Ägyptens beeinflusst worden, so wie er seinerseits zweifelsohne andere beeinflusste.
Tatsächlich sind die Bewegungen des Tanzes überall im Nahen Osten, in Nordafrika, Südeuropa und Indien zu finden und werden offenbar seit sehr langer Zeit dort praktiziert. Der Bauchtanz, bei dem die komplexen Bewegungen des Oberkörpers im Vordergrund stehen, ist ganz schlicht ein Volkstanz aus dieser Region. Die Grundtechniken dieses Tanzes und der Geist des Selbstausdrucks, in dem er betrieben wird, sind so weit über das Gebiet und die Geschichte verteilt, dass es unmöglich ist, einen bestimmten Ursprung und Zeitpunkt zweifelsfrei zu bestimmen.

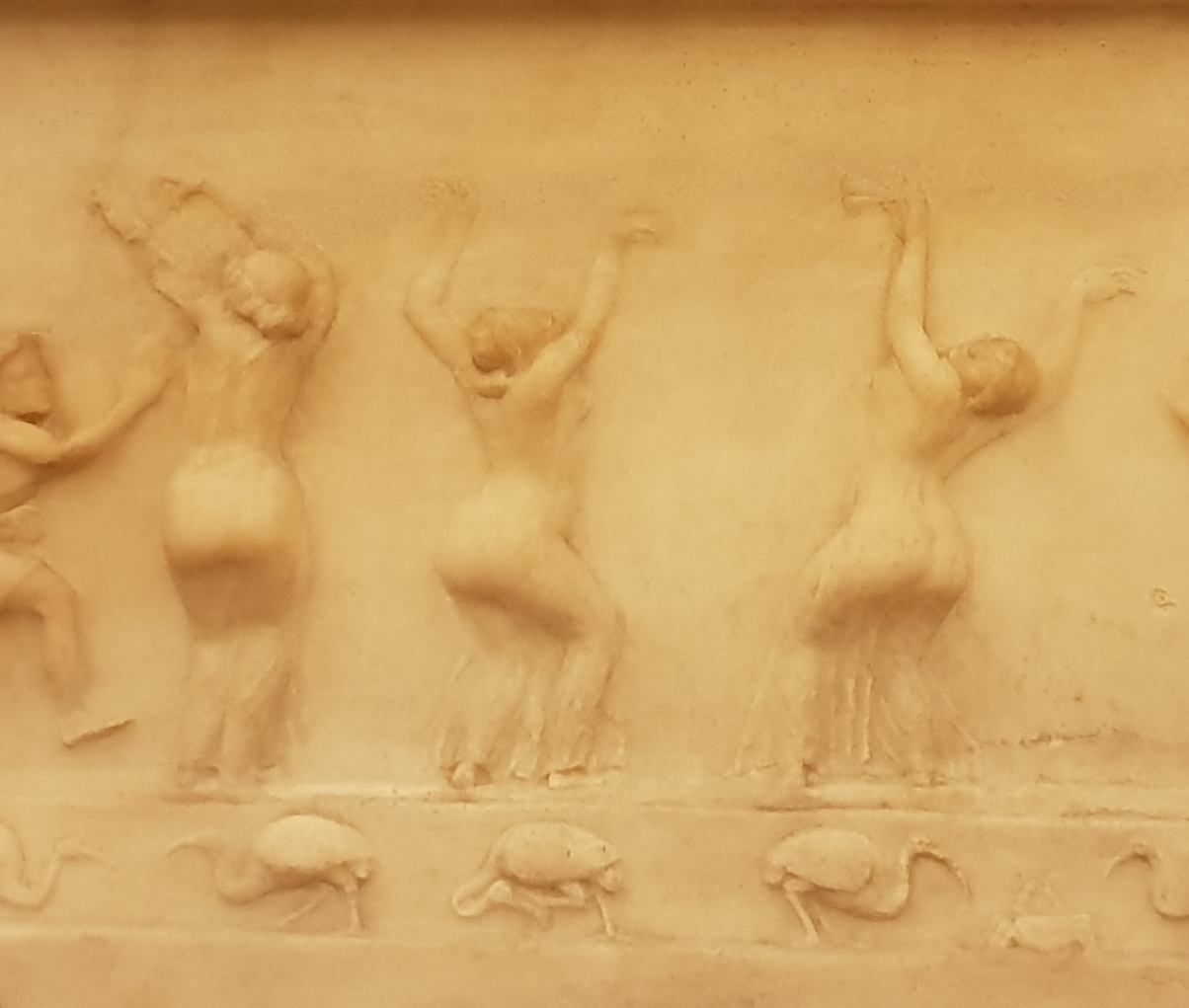
Tanzende Ägypterinnen mit Bewegungen, die an Bauchtanz erinnern, Römisches Relief, 100 n. Chr.

Altertümliche Bilddarstellungen aus dem alten Ägypten zeigen mitunter Szenen, in denen tanzende Frauen Bewegungen ausführen, die an Elemente des Bauchtanzes erinnern, darunter ein römisches Relief. Die Althistorikerin, Frauenforscherin und Bauchtänzerin Andrea Deagon schreibt:
"Die römischen Künstler zeigen eine Form von Musik und Tanz, die typisch ägyptisch ist. Nahaufnahme der tanzenden Frauen. Vermutlich kannten die Römer das rhythmische Klatschen der Ägypter als Musikform, und es wird hier sorgfältig dargestellt. Außerdem haben die Künstler darauf geachtet, dass die Hüften der Frauen hervorstehen und ihre Hände eine ungewöhnliche Haltung einnehmen. Mit anderen Worten: Sie weisen eindeutig auf eine Tanzform hin, bei der die Hüften, Hände und Arme auf eine Art und Weise eingesetzt werden, die in Rom fremd war. Die Tänzerinnen und Tänzer befinden sich alle in unterschiedlichen Positionen, was auf eine Soloimprovisation schließen lässt. […] Es gibt also deutliche Hinweise darauf, dass der Bauchtanz von den Römern im 2. Jahrhundert n. Chr. als typisch für ägyptische Feste (und andere orientalische Bräuche) erkannt wurde. Wahrscheinlich war der Bauchtanz auch schon vorher in Ägypten und anderen Teilen des Nahen Ostens eine weit verbreitete Volkstanzform."
Andrea Deagon sieht in der altertümlich-antiken Kunst Hinweise dafür, dass eine Form des Bauchtanzes tatsächlich schon bei den alten Ägyptern praktiziert wurde, betont aber, dass der eindeutige Beweis fehlt, und kritisiert, dass diese unbestätigte Annahme vielfach als Tatsache dargestellt wird.
--- Bilddarstellungen von tanzenden Frauen aus der Zeit des Altertums ---

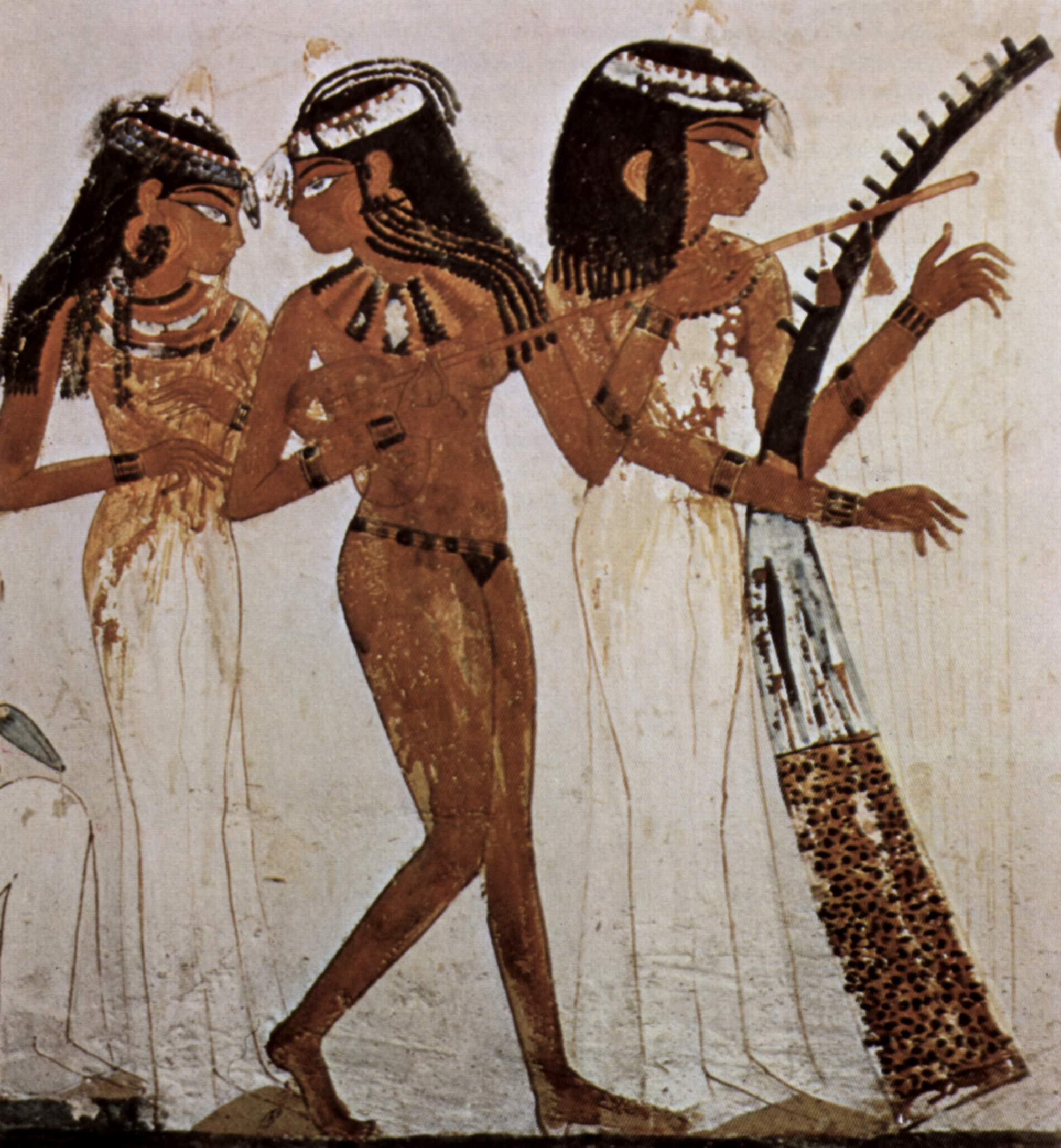
Malerei im Grab des Nacht (TT52), Theben, Ägypten, um 1.400 v. Chr.
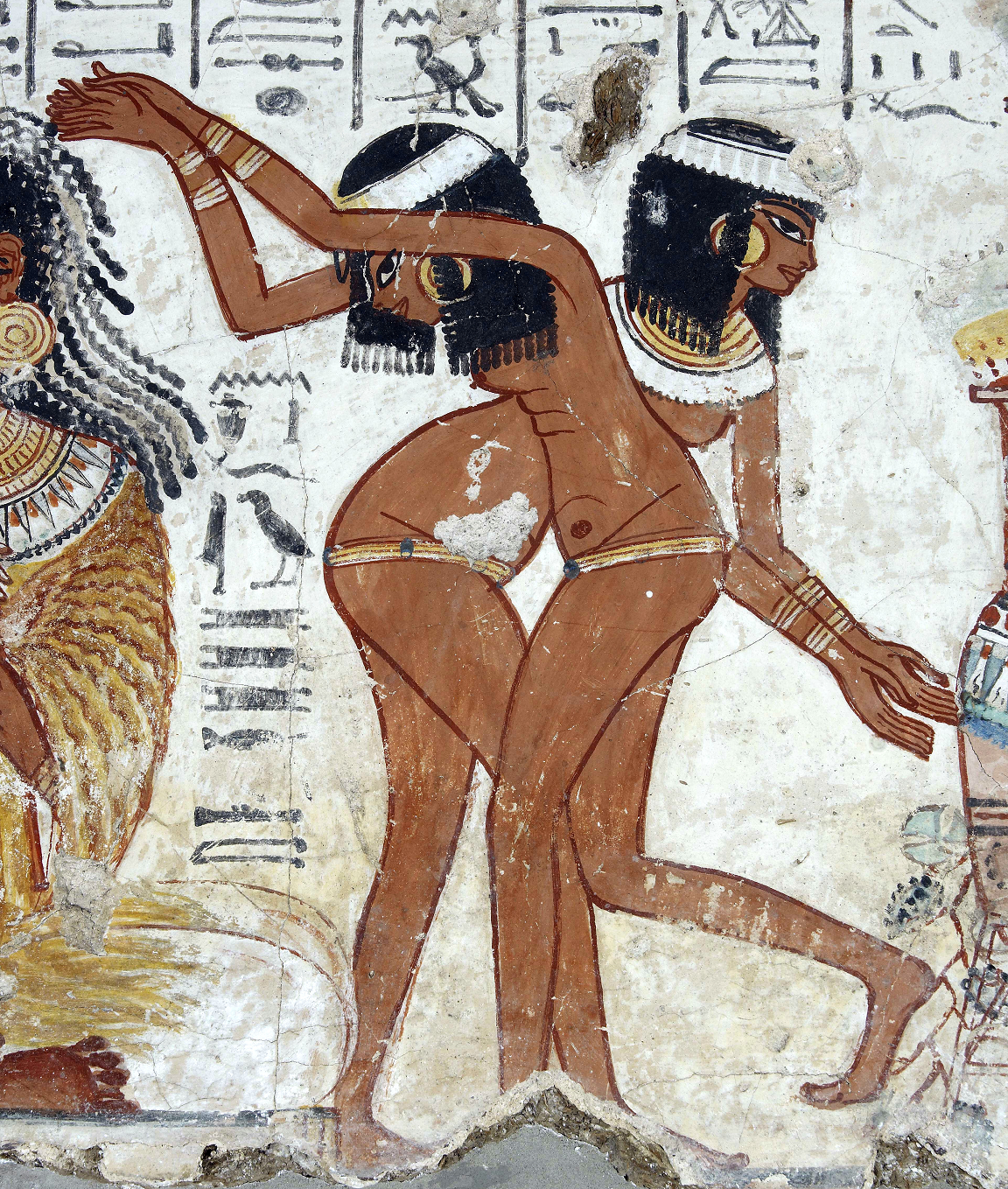
Malerei in Grabkapelle des Nebamun, Theben, Ägypten, um 1400 v. Chr.
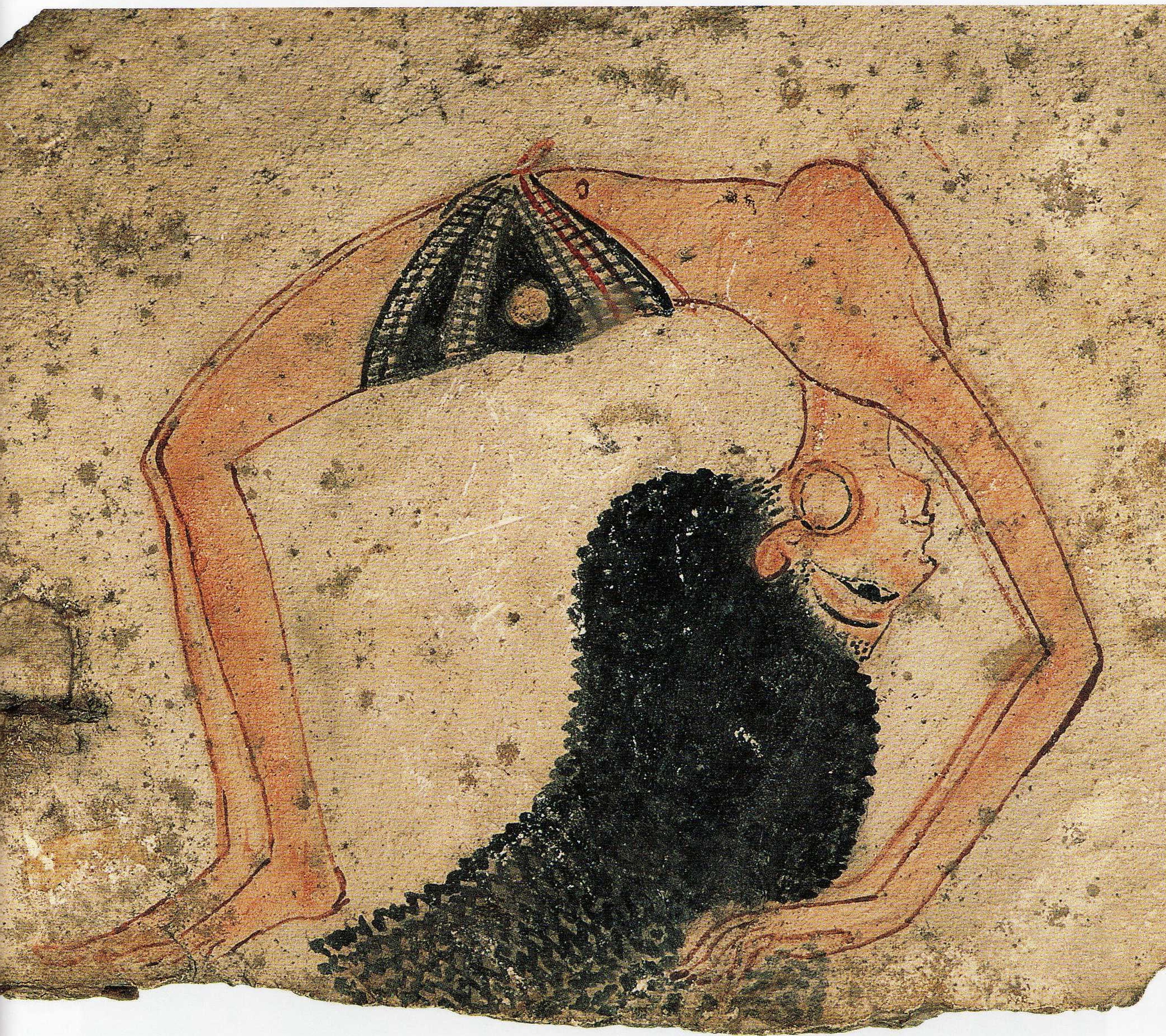
Tänzerin auf Ostrakon, Theben, um 1300 v. Chr.
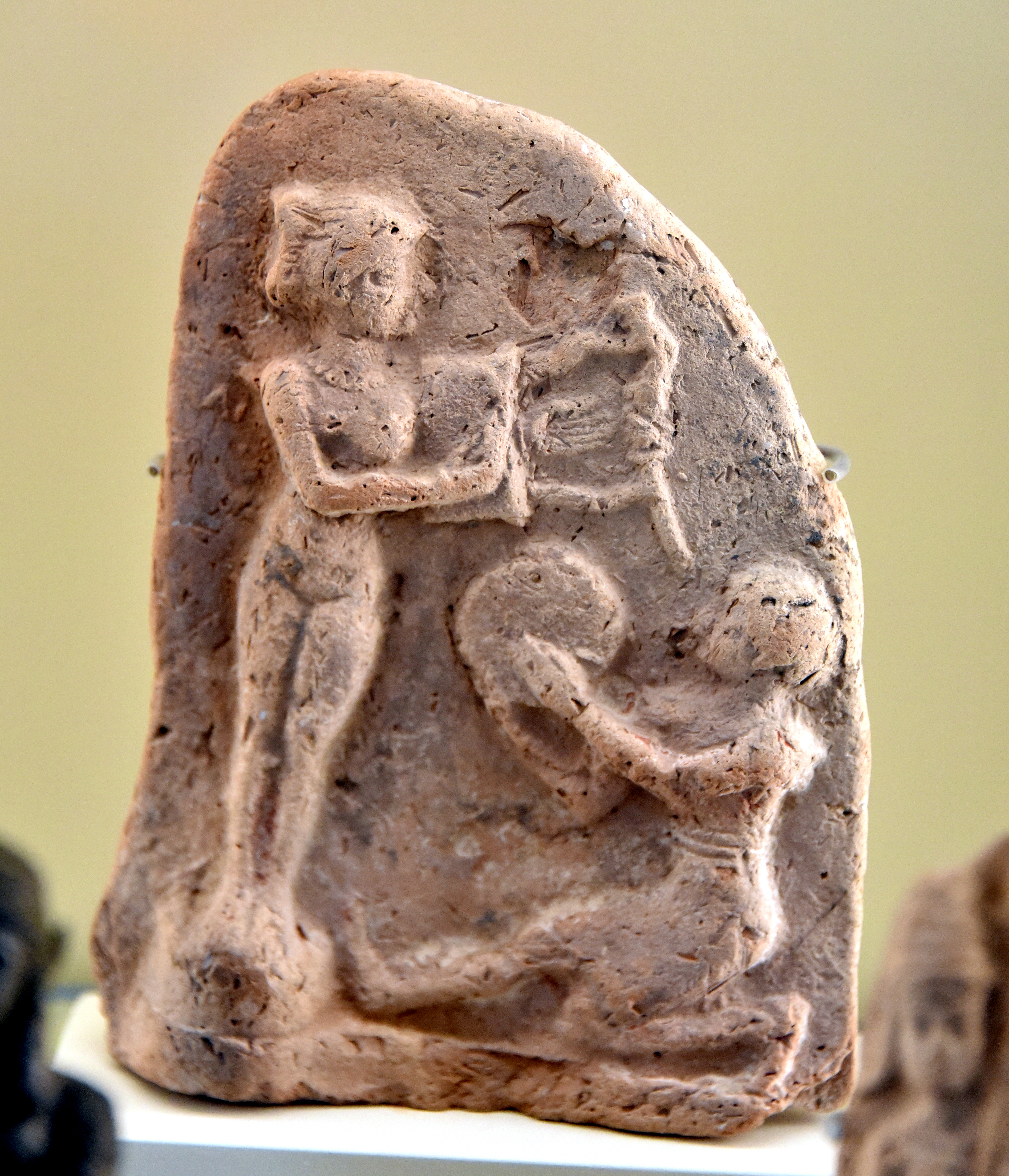
Nackte Frau spielt die Lyra, Babylon, Irak, 19.-17. Jahrhundert v. Chr.
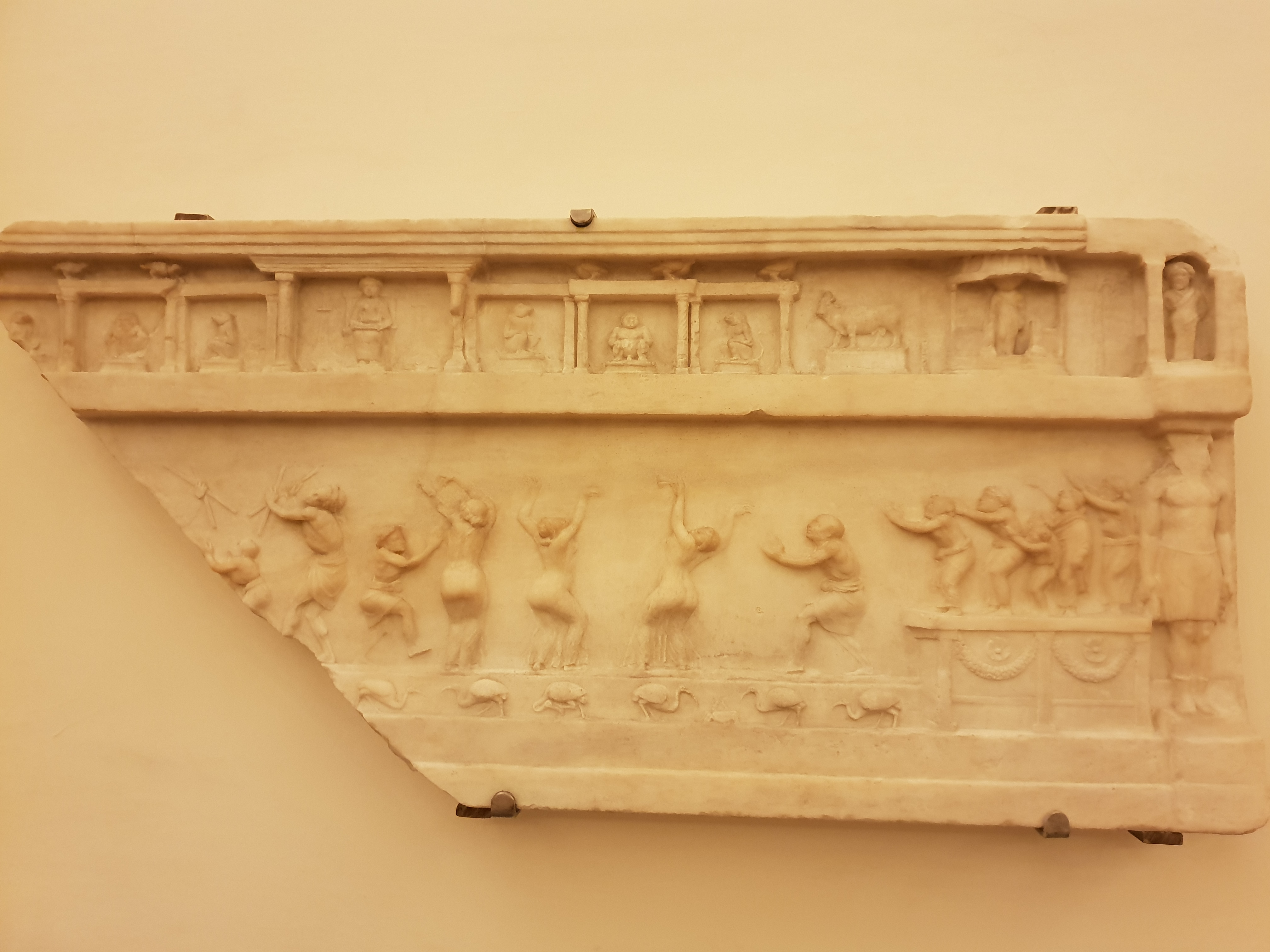
Im Text erwähntes römisches Relief mit ägyptischer Tanzszene, um 100 n. Chr.

Über die Hintergründe für die Entstehung des Bauchtanzes und seines Zweckes kann mangels Quellen nur spekuliert werden, doch liegen zwei Theorien über die möglichen Ursprünge und Anwendungen des Bauchtanzes nahe:
- Der Bauchtanz könnte in seinen Ursprüngen mit alten Fruchtbarkeits-, Anbetungs- und Gebärtänzen, etwa bei Initiationsriten, in Verbindung stehen und diente womöglich Frauen auch für die Geburtsvorbereitung, da er unter anderem die Muskulatur des Abdomens trainiert und beweglich hält.
- Der Tanz präsentierte nicht nur die Anmut des weiblichen Körpers, sondern hatte durch die teils freizügige Zurschaustellung des Frauenkörpers gleichzeitig eine erotische Ausstrahlungskraft, die vor allem auch auf Männer anziehend gewirkt haben muss.

Letzteres ist wichtig, da Tanzdarstellungen von Frauen sowohl im Orient wie auch in anderen Kulturräumen eine Form der Unterhaltung darstellten, die a) Männer als Publikum miteinschloss und b) vor allem im Kontext höfischer Kultur von gesellschaftlichen Herrschafts- und Oberschichten beliebt war und praktiziert wurde. Tanzdarbietungen von teil- oder gänzlich unverhüllten Tänzerinnen sind im höfischen, festlichen und zeremoniellen Kontext sowohl aus dem alten Ägypten als auch den mesopotamischen Hochkulturen bekannt, ebenso nach Ende der Spätantike und der Entstehung des Islam. Die Tänzerinnen bei solchen Anlässen konnten sowohl freie Frauen als häufig auch Sklavinnen sein. Tänze von Haremsfrauen existierten bereits bei den alten Ägyptern und Mesopotamiern, genauso wie später in Harems in der auf die Spätantike folgende Zeit muslimischer Herrschaftsdynastien.

Für beide Thesen lassen sich bestätigende Ereignisse in der Geschichte finden, in denen der Tanz etwa als Geburtsritual, aber eben auch als Unterhaltung etwa im Harem aufgeführt wurde. Andrea Deagon sieht ein Problem darin, dass die Annahmen über die möglichen Ursprünge des Bauchtanzes heute vielfach generalisiert und ideologisch verklärt werden.
"Der Wunsch, das heilige oder frauenzentrierte Potenzial des Tanzes zu betonen, führt zu weiteren "Ursprungsmythen". Um den Tanz aus einem patriarchalischen Umfeld herauszulösen und das Gefühl der Freiheit zu betonen, das er bei den Frauen hervorruft, die sich darauf einlassen, werden sehr unterschiedliche Ursprungsgeschichten erzählt: dass der Tanz als Geburtsritual begann oder ein Tanz von Priesterinnen für die Göttin war. Diese Geschichten weisen die Vorstellung zurück, dass der körperliche Ausdruck der Frau, insbesondere wenn er fruchtbar oder sinnlich ist, in erster Linie im Dienste des Mannes steht. Sie weisen die männerzentrierten, pornografischen Bilder von konkurrierenden Haremsmädchen, glücklich tanzenden Sexsklavinnen und lasziven Verführerinnen zurück und schaffen ein Bild des Tanzes als Besitz von sinnlichen, fruchtbaren, selbstverwirklichten Frauen. Manchmal greifen frauenzentrierte "Ursprungsmythen" die patriarchalischen Mythen von tanzenden Prostituierten mit einer frauenfeindlichen Wendung auf: Tempelprostituierte werden als Ikonen der Macht gesehen, und die tanzenden Prostituierten, die von Flaubert und Curtis besucht werden, gelten als Repräsentantinnen der sinnlichen Unabhängigkeit der Frau. So positiv diese Bilder auch sind, so wenig sind sie als Ursprung des Tanzes so gefestigt wie die Haremsfantasien. Sie sind immer noch Mythen."

### Europa entdeckt den Orient (18. und 19. Jahrhundert)

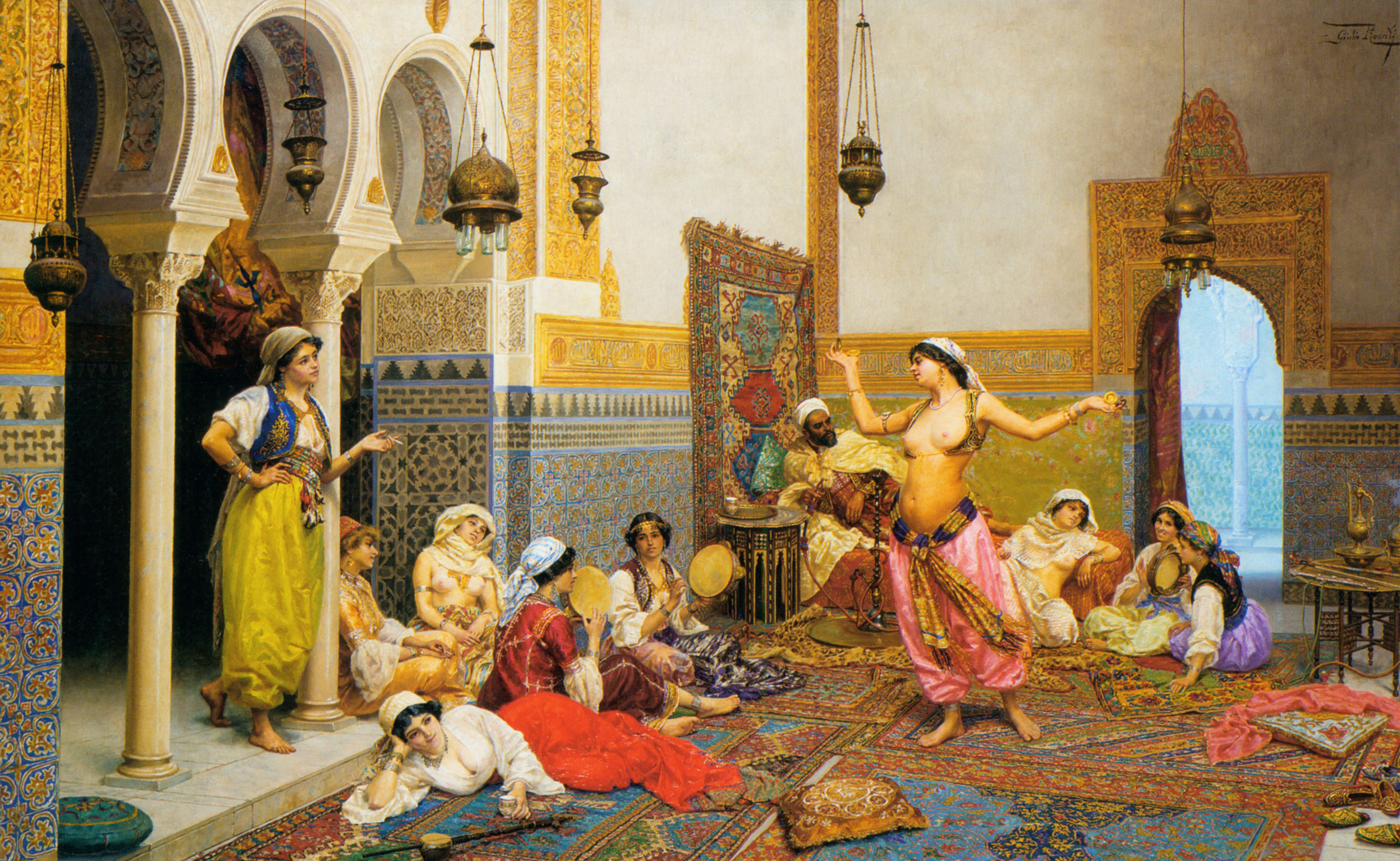
Europäische Haremsphantasie, Giulio Rosati (1858–1917) – Tanz im Harem

Der Mangel an schriftlichen Zeugnissen über den Bauchtanz in der arabischen Welt ist mitunter darauf zurückzuführen, dass man es zum einen nicht für nötig befand die eigenen Tänze und kulturelle Phänome für ein heimisches Publikum niederzuschreiben, da sie schlicht bekannt waren, und daher auch nicht erklärt werden mussten. Zum anderen waren mehr als 90 % der damaligen Bevölkerung im Orient Analphabeten, die des Lesens und Schreibens überhaupt nicht mächtig waren. Viele Diskussionen blieben daher ausschließlich auf verbale Kommunikation beschränkt. Anders war es in bereits Europa, wo eine deutlich größere Zahl von Menschen alphabetisiert war. Nachdem das Osmanische Reich rund 200 Jahre lang die Grenzen Mitteleuropas bedroht hatte (Türkenkriege), im Großen Türkenkrieg 1683–1699 mit dem faktischen Verlust Ungarns jedoch keine unmittelbare Bedrohung für West- und Mitteleuropa mehr darstellte, begann sich die Angst der Europäer vor dem Orient zunehmend – trotz weiterer Kriege – auch in Faszination zu wandeln. Wesentlichen Anteil daran hatten die sich häufenden Berichte von Europäern, die den Orient bereisten.

Eine der ersten und wichtigsten Reisenden war die englische Diplomatengattin Mary Montagu (1689–1762), die gemeinsam mit ihrem Ehemann von 1716 bis 1718 im Osmanischen Reich weilte, und sich vor allem in Adrianopel, dem heutigen Edirne, und  Konstantinopel, dem heutigen Istanbul, aufhielt. Montagu erwähnt einen möglichen Bauchtanz in einem ihrer Briefe aus dem Orient, die sie im Jahr 1717 während einer Reise nach Konstantinopel, dem heutigen Istanbul, verfasste. Im April 1717 besuchte sie die Gattin des Kyhaia, des Stellvertreters des osmanischen Großwesirs. Nachdem Montagu bei ihrer Gastgeberin und deren Sklavinnen gegessen hattet, gebot diese ihren Sklavinnen zu singen und zu tanzen. Während vier der Sklavinnen auf einem Laute- und Gitarre-ähnlichem Instrument spielten und dazu sangen, tanzten die anderen dazu abwechselnd. Montagu Schilderungen sind kein eindeutiger Beleg für einen Bauchtanz, decken sich aber mit den Bewegungen, die gemeinhin mit dem Bauchtanz assoziiert werden und insbesondere mit der für damalige Europäer geradezu lasziven, sinnlich-erotischen Komponente.

"Dieser Tanz war völlig verschieden von allem, was ich bis dahin gesehen hatte. Nichts könnte kunstvoller oder geeigneter sein, gewisse Vorstellungen zu wecken. Die sanften Töne, die schmachtenden Bewegungen von Pausen und ersterbenden Blicken begleitet! Die Art, wie sie sich zurückbogen und kunstvoll wieder aufrichteten, all dies muss auch die kälteste und sittenstrengste Person auf Erden an Dinge mahnen, über die man nicht spricht."
eine Epoche die auch als Orientfieber/Türkenfieber bekannt ist. Der ferne und fremde Orient, wurde zum exotischen Gegenpol Europas.
Ab dem 18. Jahrhundert, als das Osmanische Reich keine unmittelbare Gefahr mehr für Mitteleuropa darstellte, begann in West- und Mitteleuropa das sogenannte Orientfieber/Türkenfieber einzusetzen, eine zeitliche Epoche, in der sich die Furcht vor dem Orient zunehmend in phantasievolle Faszination wandelte. Der vermeintlich sexuelle freiere Orient stand im Kontrast zum konservativen, prüden Europa. Europäische Orientreisende berichteten in ihren Briefen, Reisebeschreibungen und Büchern über ihre Erlebnisse im Orient, die vor allem mit Exotik, Abenteuer und auch Erotik (insbesondere dem Harem) verbunden waren. Ebenso fasziniert zeigten sie sich über den Bauchtanz. Die Reiseberichte wurden häufig zu begehrten Bestsellern.
Die Popularisierung und Verbreitung des Bauchtanzes über sogenannten Orient hinaus, war eng verbunden mit den gesellschaftlichen Entwicklungen des 18. und 19. Jahrhunderts und insbesondere die technischen Fortschritte des 19. Jahrhunderts.
„Um das Phänomen des raqs sharki zu erklären, müsste man unter anderem die traditionelle Rolle der Frauen als professionelle Tänzerinnen untersuchen; die Rolle bestimmter ethnischer Gruppen wie der ghawazee; die sozialen Kräfte, die auf gewöhnliche Frauen in ihrem tänzerischen Ausdruck im Privaten und in der Öffentlichkeit einwirken; die wirtschaftlichen und künstlerischen Faktoren, die zu Schlüsselphänomenen wie der Gründung des Badia Masabni-Clubs führten; die Entwicklungen in der Musik; die Auswirkungen von Schallplatten, Radio und Film; Einflüsse aus dem Westen; die Wirkung einflussreicher Künstler; die Rolle der Frauen in den Traditionen der Volksaufführungen. Je besser wir diese Phänomene verstehen, desto besser werden wir die Entwicklung des Raks Sharki im Nahen Osten nachvollziehen können und desto weiter werden wir uns von so einfachen Erklärungen der Ursprünge wie "in den Harems" oder "als heiliger Tanz" entfernen.“
Auch der ägyptische orientalische Tanz weicht vom Grundkonzept, dass er gerade bei den gesellschaftlichen Oberschichten beliebt ist und dort praktiziert wird, nicht ab.
In den 60er und 70er Jahren, als der Tanz in den Vereinigten Staaten zum ersten Mal populär wurde, nahmen die Amerikaner seine Bewegungen in erster Linie als sexy und verführerisch wahr. Die Tänzerinnen waren sich natürlich bewusst, dass der orientalische Tanz ein breites Spektrum an Emotionen und Projektionen umfasst, die über Sexualität und Verführung hinausgehen, aber der populäre Einfluss des Tanzes – und möglicherweise auch sein erster Einfluss auf die Frauen, die ihn zu studieren begannen – lag im Bereich der Sinnlichkeit. Einige "Ursprungsmythen" spiegeln also diese Wahrnehmung wider. Der Wunsch, dem verführerischen Charakter des Tanzes eine "Geschichte" zu geben, führte zu den Geschichten über seine Ursprünge als Tanz auf den Sklavenmärkten, als Verführung in den Harems oder als Beweis für eine fortgeschrittene Sexualtechnik. Die Vorstellung, dass der Tanz, weil er von Prostituierten getanzt wurde, auch von Prostituierten erfunden wurde, ist ein weiterer "Ursprungsmythos", der die Sexualität des Tanzes in einem patriarchalischen Umfeld in den Vordergrund stellt[1].
Erst ab ca. 1700 sind Quellen (z. B. Reiseberichte oder alte Fotografien) vorhanden, die Rückschlüsse auf den Tanz, die Haltung und die Kostüme orientalischer Tänzerinnen geben.
Die Maler des Orientalismus malten zwar den Orient und orientalische Frauen und Tänzerinnen, jedoch arbeiteten sie nicht alle mit eigenen Skizzen der Originale. Viele unter ihnen zeichneten die Sicht des Westens auf den Orient, eine eher verklärte Wunschvorstellung.

In Ägypten hatte der Tanz von jeher einen hohen Stellenwert bei allen festlichen Gelegenheiten. 

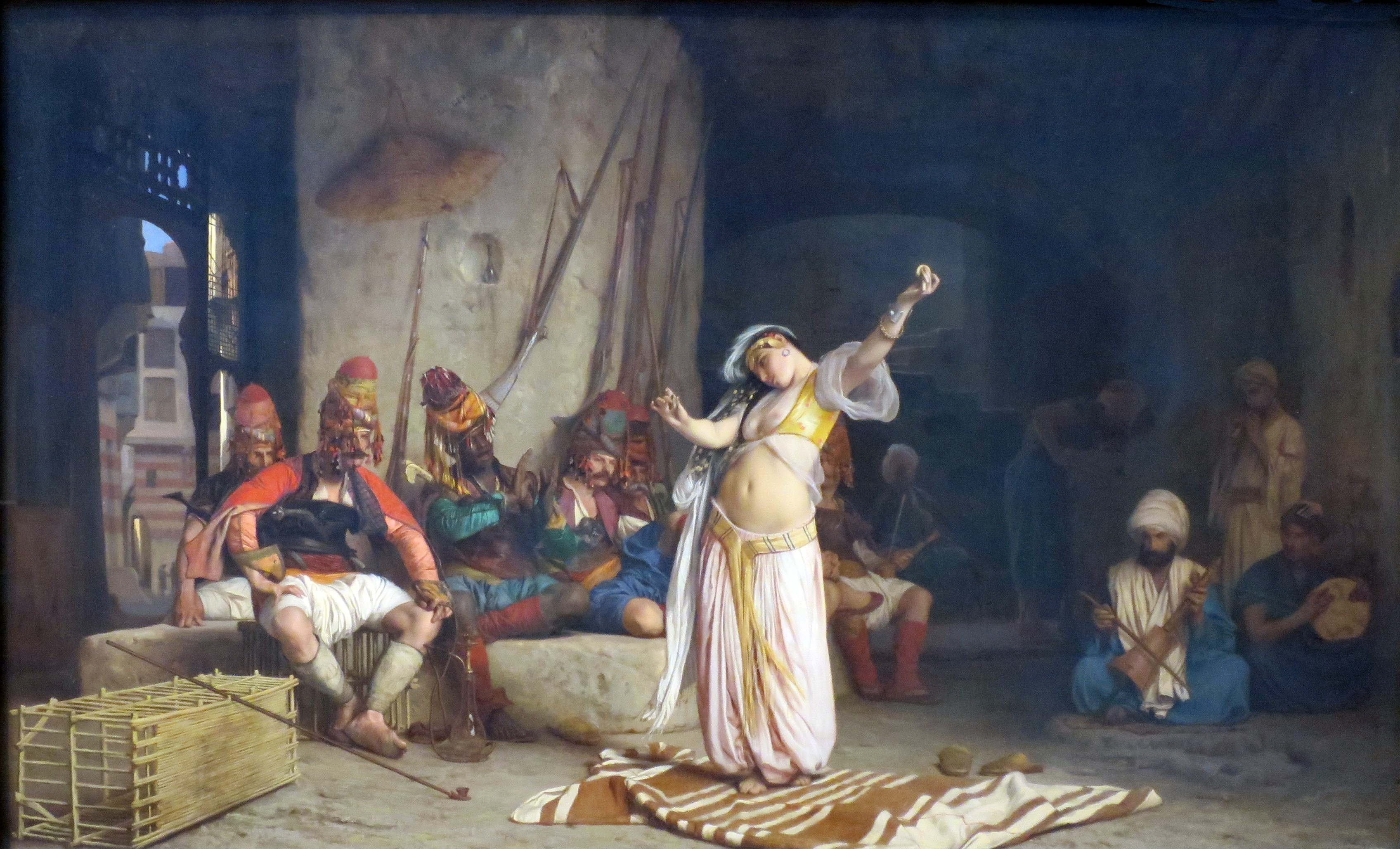
Jean-Léon Gérôme – Der Tanz der Almeh (1863)

### Popularisierung in Europa durch denOrientalismus
Im 19. Jahrhundert wurden die Kontakte zum Orient deutlich intensiviert, sowohl durch die direkte politische Machtausübung im Nahen Osten durch Frankreich und Großbritannien (Kolonialismus) vor allem aber durch die Erfindung der Dampfmaschine und damit auch der Dampfschifffahrt und Eisenbahn. Damit wurden Reisen allgemein finanziell erschwinglicher, komfortabler und vor zeitlich erheblich beschleunigt, wodurch Reisen in den Orient zunahmen und die Welt insgesamt deutlich stärker miteinander vernetzt wurde.
Zur Zeit der Weltausstellung in Chicago (USA) um 1893 zeigte die aus Syrien stammende Tänzerin Fahreda Mazar Spyropoulos mit dem Bühnennamen Little Egypt zum ersten Mal orientalische Tänze vor internationalem Publikum. Zu dieser Zeit war das Zeigen eines entblößten Bauches ebenso wie das Zeigen eines Fußes oder unbedeckter Hände und Arme in den europäisch-amerikanischen Gesellschaften tabuisiert und sogar teils sanktioniert. Die Tänze von Little Egypt, die in den USA später in Burlesque-Aufführungen auftrat, waren trotz oder gerade wegen der Zurschaustellung normalerweise bedeckter Körperteile eine Sensation. Offiziell wurde dem Tanz und der Tänzerin nur entrüstete Aufmerksamkeit gezollt, trotzdem sind ihr Name sowie einige Fotoaufnahmen verschiedener Tänzerinnen, die sich ebenfalls Little Egypt nannten, bis heute bekannt.
In den nächsten Jahrzehnten bis in die 1950er-Jahr ging die Skandalisierung des Bauchtanzes in den europäisch-westlichen Gesellschaften Zug um Zug immer weiter zurück, woran nicht nur einzelne Tänzerinnen Anteil hatten, sondern vor allem die entstehenden amerikanisch-europäischen Filmindustrien, die in Orientfilmen Darstellerinnen häufig in vermeintlich orientalischen Kostümen präsentierte und Bauchtanz zeigte. Doch in Ägypten fand der Bauchtanz Einzug in den Film, bekannte Bauchtanz-Schauspielerinnen sind etwa Tahiyya Kariokka und Samia Gamal.

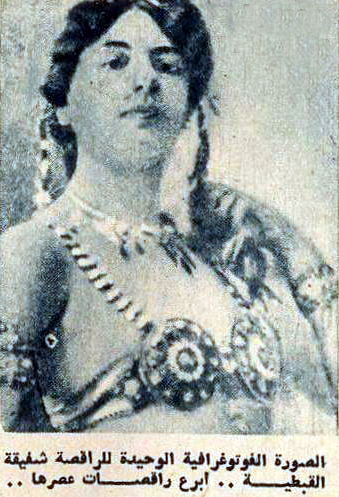
Shafiqa al-Qibtiya (1851–1926)
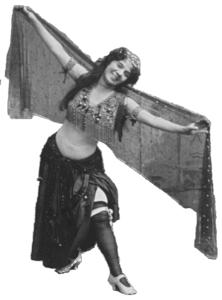
Ashea Wabe, unter dem Namen „Little Egypt“ auftretende Tänzerin, 1890er-Jahre
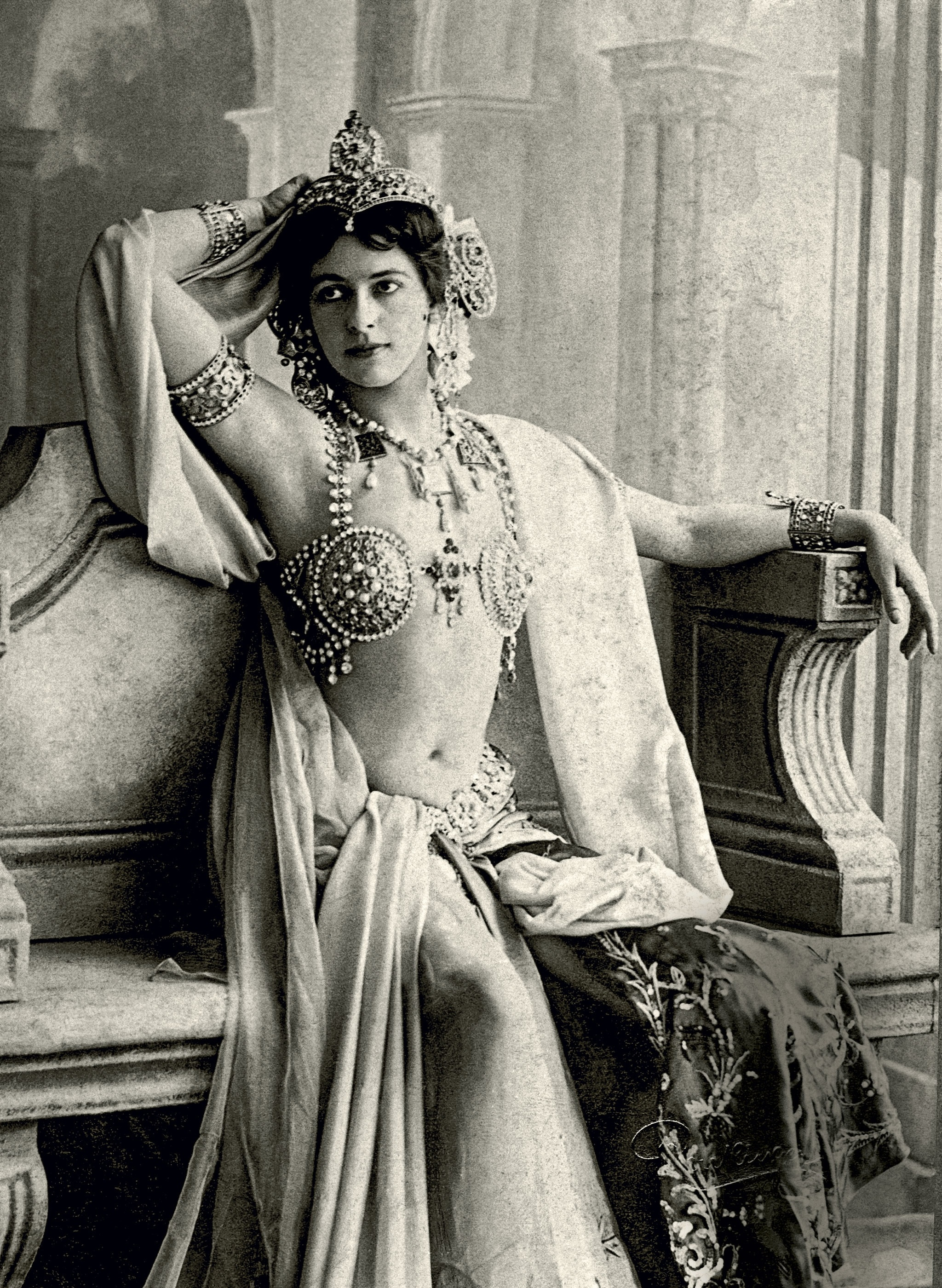
Mata Hari (1876–1917), Darstellung von 1906
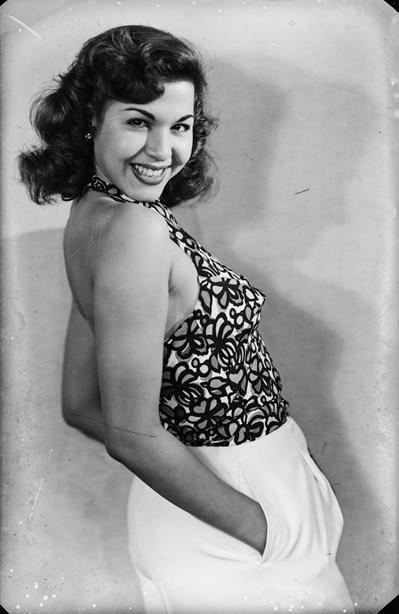
Samia Gamal (1924–1994)

Mit der Entwicklung des Orientalischen Tanzes zum Show- und Bühnentanz, der neben traditionellen Formen besteht, wurden Elemente aus dem klassischen Ballett integriert. Das erweiterte das Spektrum des Tanzes und erlaubte vor allem raumgreifendere Bewegungen, die die Bühne nutzen, und führte zu mehr Eleganz und Leichtigkeit. Gleichzeitig verliert der Tanz einen Teil seiner erotischen Ausstrahlung.
.
Der Orientalische Tanz gilt als ein Ursprung von Striptease und Burlesque, seine Bewegungen bieten sich für erotische Vorführungen an. Er beinhaltet damit auch den exhibitionistischen Aspekt von Tanz. In den Vereinigten Staaten war der Ende des 19. Jahrhunderts aus dem Bauchtanz abgeleitete Hoochie Coochie der unmittelbare Vorläufer des Striptease. In diesem Zusammenhang steht die Wiederbelebung des Bauchtanzes während der sexuellen Befreiungsbewegung in den 1970er Jahren.
In Ägypten hatte der Tanz von jeher einen hohen Stellenwert bei allen festlichen Gelegenheiten. Seit der Kolonisation Ägyptens und mit zunehmendem technischen Fortschritt und kulturellem Austausch verbreitete sich der Tanz auch im Ausland. Heute ist er in Europa, Australien, Skandinavien, Japan und den USA ebenso zu finden wie in Ägypten. Manche Vertreterinnen halten sich eng an die ägyptische Tradition, andere haben Einflüsse aus anderen Tanzstilen und Musikrichtungen mitverarbeitet. Es gibt inzwischen eine kontroverse Auseinandersetzung darüber, was der „echte“ ägyptische Tanz sei; verschiedene Schulen und Stile bildeten sich heraus.

## Wesentliche Bestandteile

### Bewegungen und Bewegungsansätze

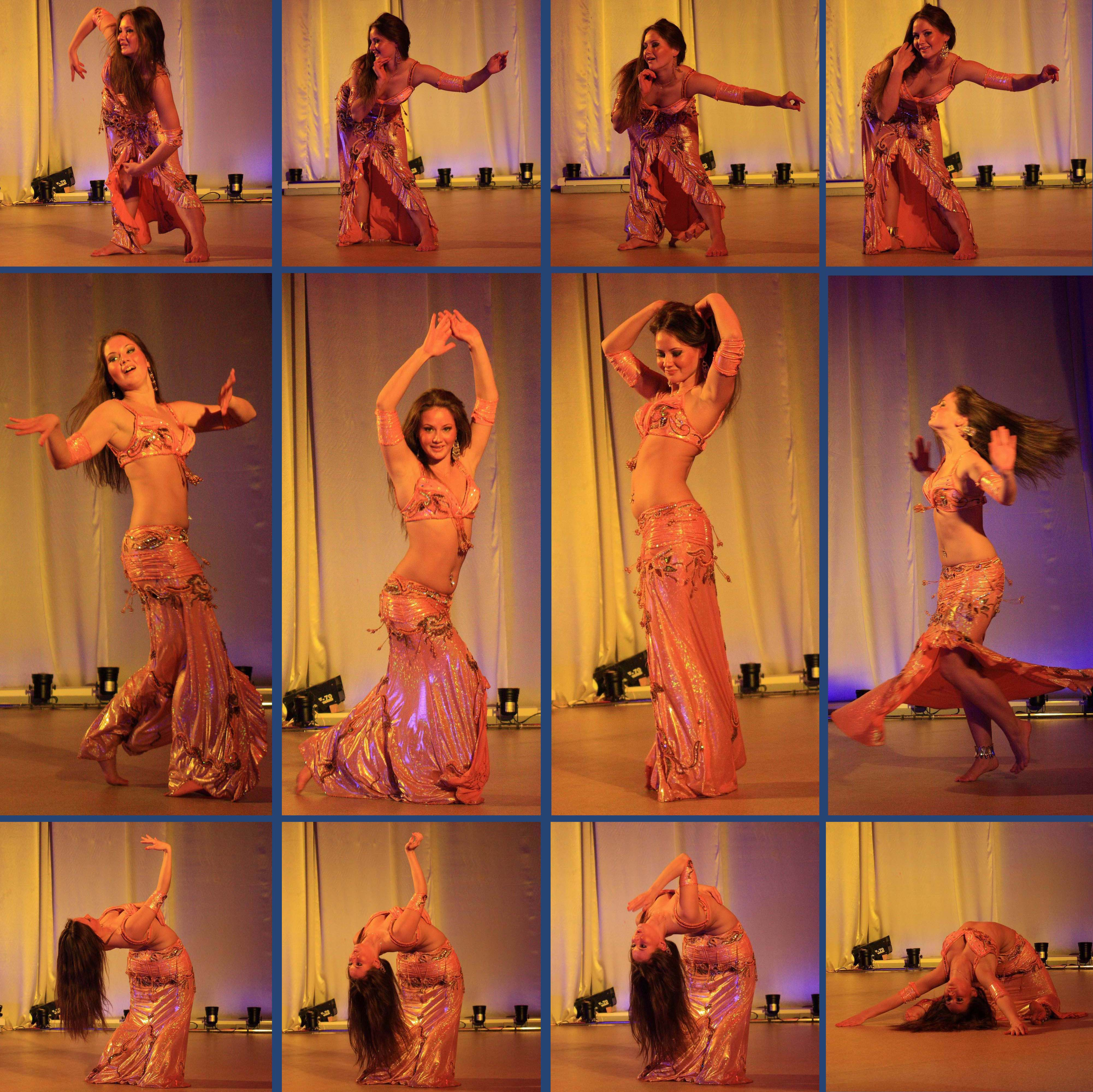
Beispielhafte Tanzbewegungen des Orientalischen Tanzes.

Nach dem Bewegungsansatz (z. B. Muskulatur des Beckens oder eher der Beine) können Stilrichtungen unterschieden werden. So wird beim typischen ägyptischen Solotanz die Bewegung aus der Körpermitte geholt und kehrt energetisch auch oft wieder dahin zurück. Bei einer westlicheren Ausrichtung kommen die Bewegungen meist aus den Beinen, sind recht groß und werden seltener muskulär abgestoppt. Es gibt weiche, schlangenhafte Bewegungen, die zur Melodie getanzt werden, und härtere, rhythmische Bewegungen. Grundsätzlich handelt es sich um einen Tanzstil mit isolierten Bewegungen der einzelnen Körperregionen.
Vor allem beim Shimmy, dem rhythmischen, isolierten Zittern der Hüften oder anderer Körperteile, ist die gekonnte Isolation der Tänzerin sehr deutlich zu sehen. Der Shimmy kann in unterschiedlicher Intensität gezeigt werden, dabei kann die Tänzerin tanzen (d. h. der Shimmy wird über die größere Tanzbewegung gelegt) oder versucht, einen Shamadan oder Säbel möglichst ruhig auf dem Kopf zu balancieren. Je besser die Isolation beim Shimmy trainiert ist, desto bewegungsfreier wird das Tanzaccessoire balanciert. Als Nebeneffekt des Shimmy werden die auf dem Bauchtanzkostüm (vor allem an den Hüften und am Oberteil) angebrachten Verzierungen in Bewegung (bei Metallverzierungen auch zum Klingen) gebracht. Man benötigt eine große Körperbeherrschung, um den Shimmy technisch einwandfrei zeigen zu können.
Gerade beim westlichen Stil werden viele Hand- und Armbewegungen eingesetzt. Der traditionelle orientalische Stil hingegen sieht die Arme und Hände eher als Umrahmung des tanzenden Körpers. Die Bewegungen lassen sich grob dahingehend einteilen, dass die Füße dem Grundrhythmus folgen, das Becken der Tabla/Darbuka und der gesamte Körper die Melodie widerspiegelt. Im arabischen Tanz ist die Kenntnis des etwaigen Textes unabdingbar, da eine Tänzerin diesen interpretieren muss, d. h. die Körpersprache (Gestik ebenso wie Mimik) und der Text müssen stimmig sein. Im Gegensatz zur ägyptischen Tanzszene werden in der Türkei instrumentale Tanzstücke bevorzugt.
Bauchtanz wird meist als typisch weiblicher Tanz wahrgenommen, der die Gefühlswelt und Kraft von Frauen zum Ausdruck bringt. Vor allem in Ägypten sind Frauen über 40 sehr populäre Bauchtänzerinnen, etwa Suhair Zaki, Fifi Abdou, Lucy und Dina. Dies ist auch darauf zurückzuführen, dass eine gute Tänzerin über Lebenserfahrung und eine langjährige Bühnenerfahrung verfügen muss.

### Das Bauchtanzkostüm

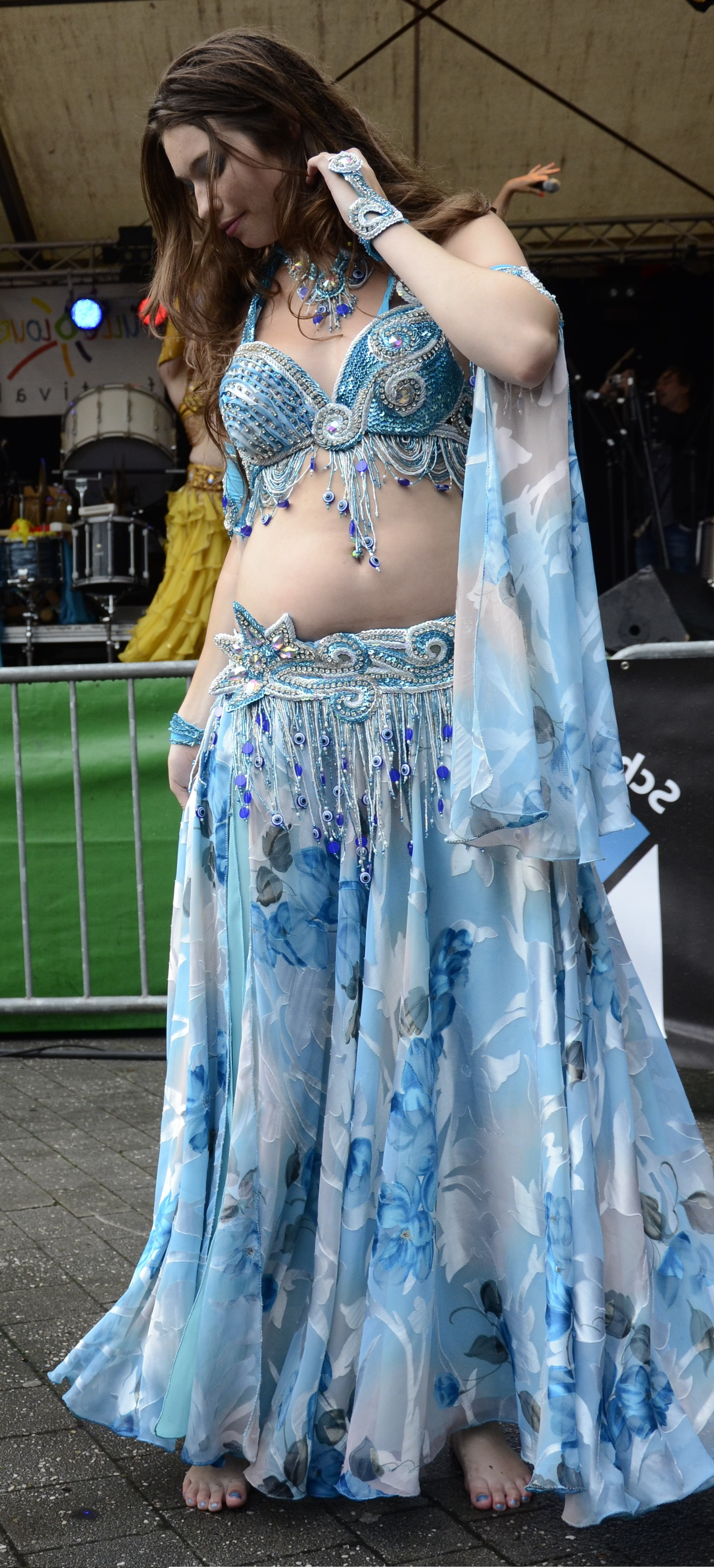
Tänzerin in typischem Kostüm.

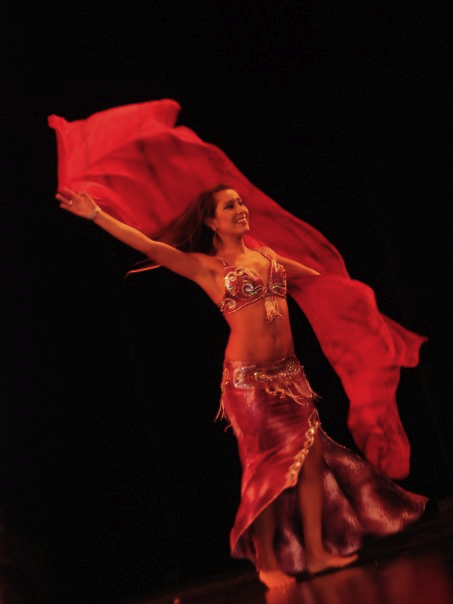
Tänzerin mit rotem Schleiertuch

Das typische Bauchtanzkostüm entstand etwa in den 1920er Jahren in den Kabaretts in Algier, Beirut und Kairo. Hauptsächlich in den Kabaretts von Kairo wurde der arabische Bauchtanz in seiner heutigen Form entwickelt und als Unterhaltungstanz aufgeführt.
Ein typisches Raqs-Sharqi-Kostüm besteht z. B. aus einem paillettenbesetzten BH-artigen Oberteil, einem ebenfalls paillettenbesetzten Gürtel (zusammen mit dem Oberteil als Bedleh bezeichnet) und einem Rock. Das traditionelle Kostüm bzw. die folkloristische Kleidung verwendet Münzen als Verzierung und gleichzeitig als Geldanlage (siehe auch Ouled Nail). Die orientalischen Tanzkostüme haben sich mit der Zeit modisch bedingt immer wieder verändert. Sie waren mehr oder weniger freizügig, hatten weite oder enge Röcke, Shorts oder auch Hosen. Als Accessoire kann zu einem klassischen Solo ein Schleier oder Cape benutzt werden. Im klassischen orientalischen Tanz ist der Schleier ein Intro-Accessoire und wird nach dem Eingangspart der Musik von der Tänzerin auf der Bühne abgelegt.
Als Tanzaccessoires werden feine Schleier, Säbel oder Kerzentabletts eingesetzt. Tänze mit solchen Elementen werden zum Teil als Fantasy bezeichnet, da viele Accessoires von amerikanischen und europäischen Tänzerinnen des 19. Jahrhunderts in den exotischen Tanz eingeführt wurden (z. B. Ruth St. Denis) und nur sehr entfernt mit den ursprünglichen Tänzen des Orients verwandt sind. Auch die typischen Schleiertänze der Salome oder Tänze von Schleiertanz-Gruppen sind kein klassischer orientalischer Tanz. Mit dem Schleier wird nur in der Sparte Fantasy durchgehend getanzt. Mehr Infos dazu siehe Schleiertanz.
Neben dem klassischen Bauchtanzkostüm werden für die folkloristischen orientalischen Tänze und Stile im arabischen Raum (z. B. Hagalla, Iskanderani, Saidi) besondere Kleider bzw. Kostüme getragen, die keinem so deutlich erkennbaren Modetrend unterliegen wie z. B. die Sharqi-Kostüme.
Auch bei den orientalischen Tänzen der westlichen Welt (z. B. American Belly Dance) trägt man andere Kleidung als bei der „klassischen Show“, z. B. beim Säbeltanz oder Tribal Style Dancing.

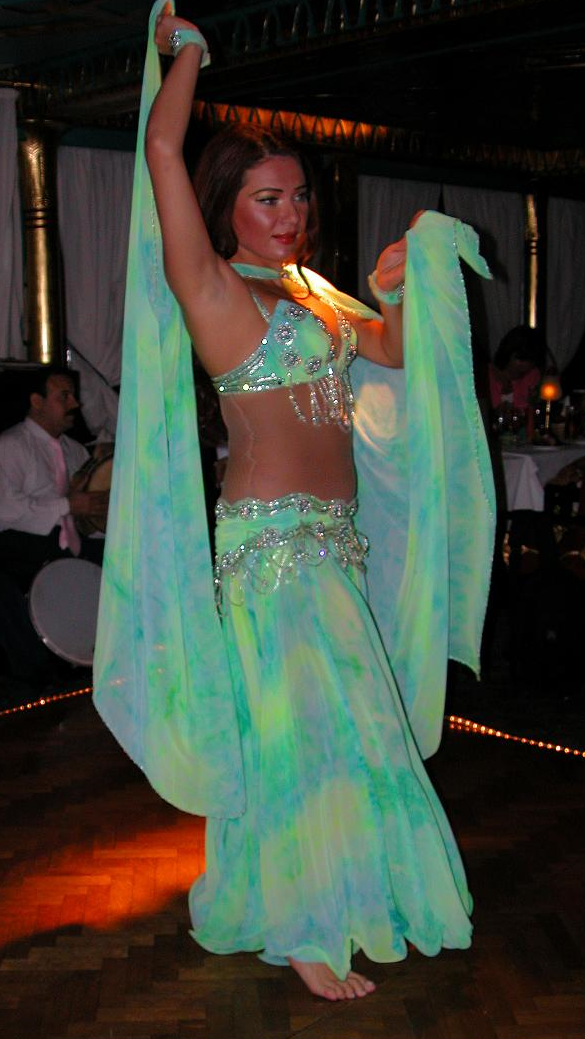
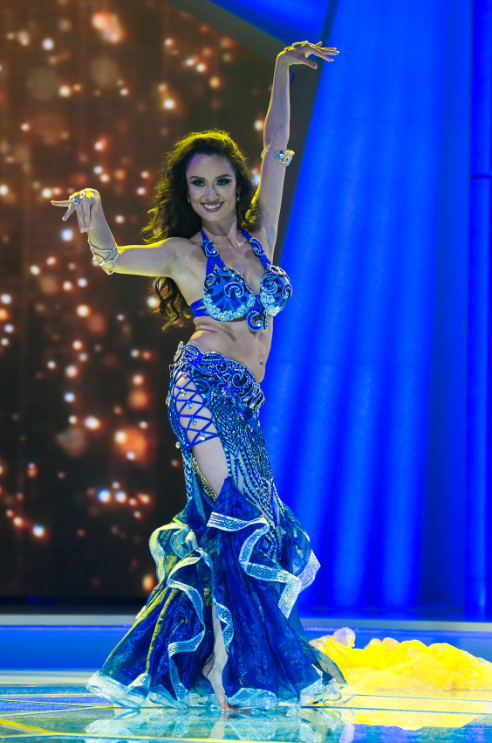
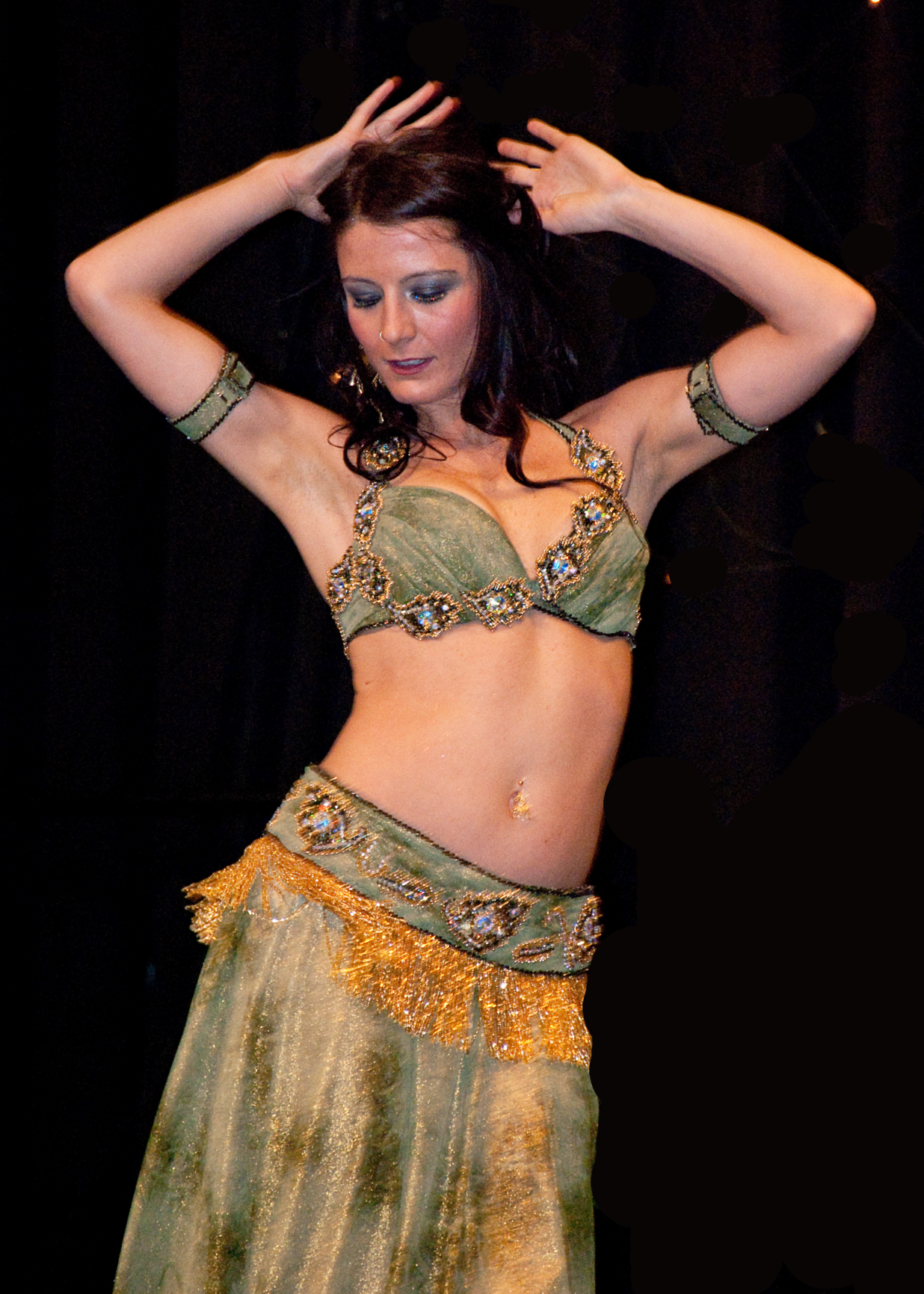
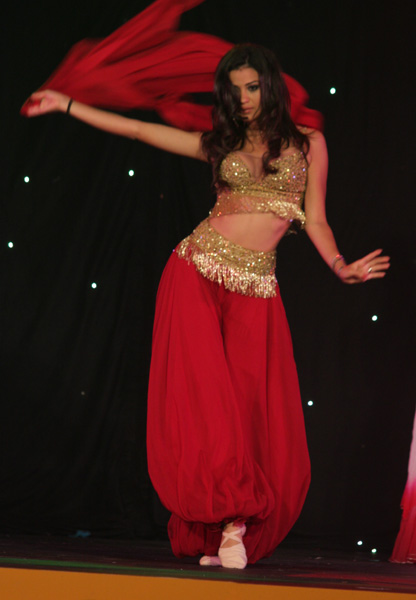
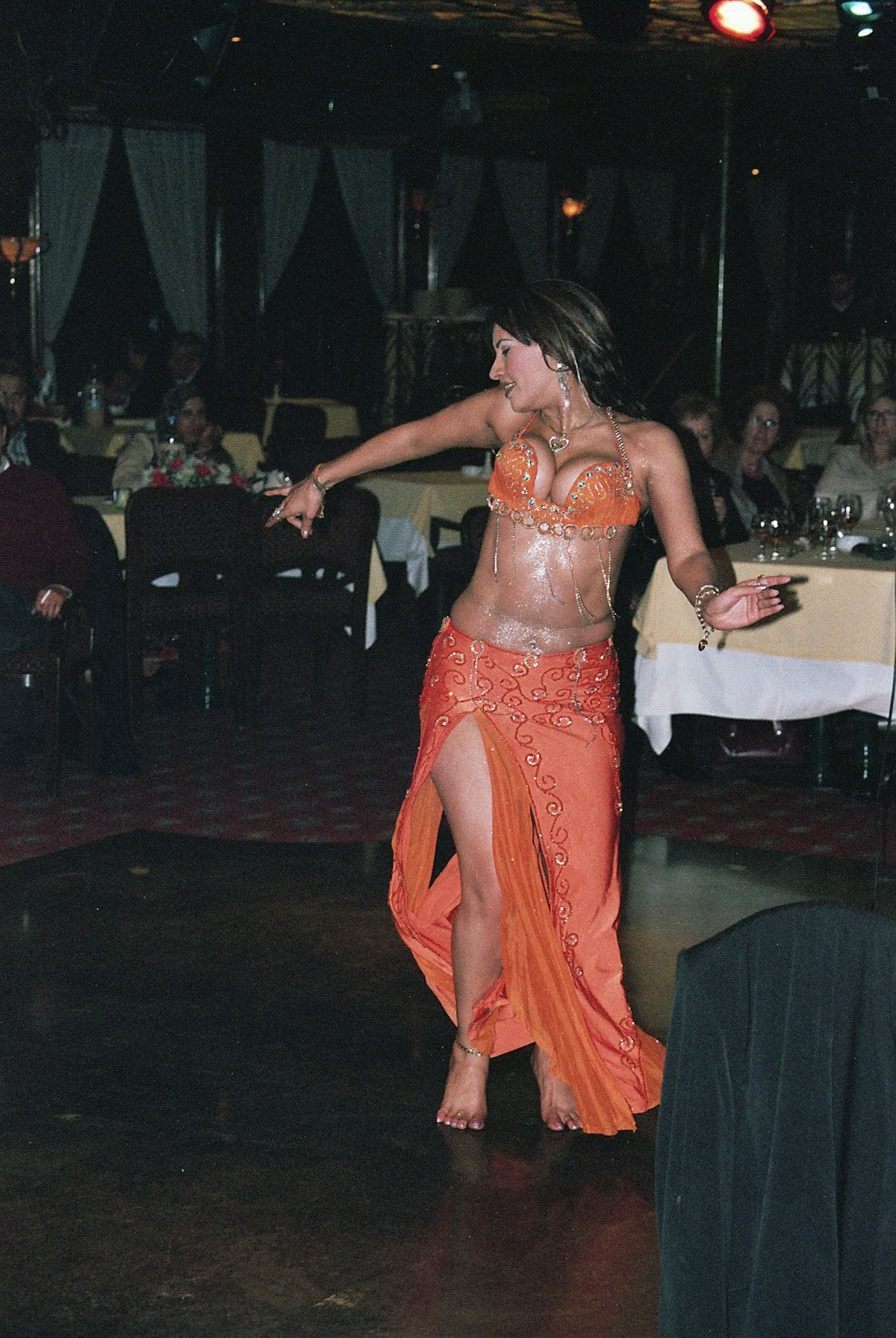
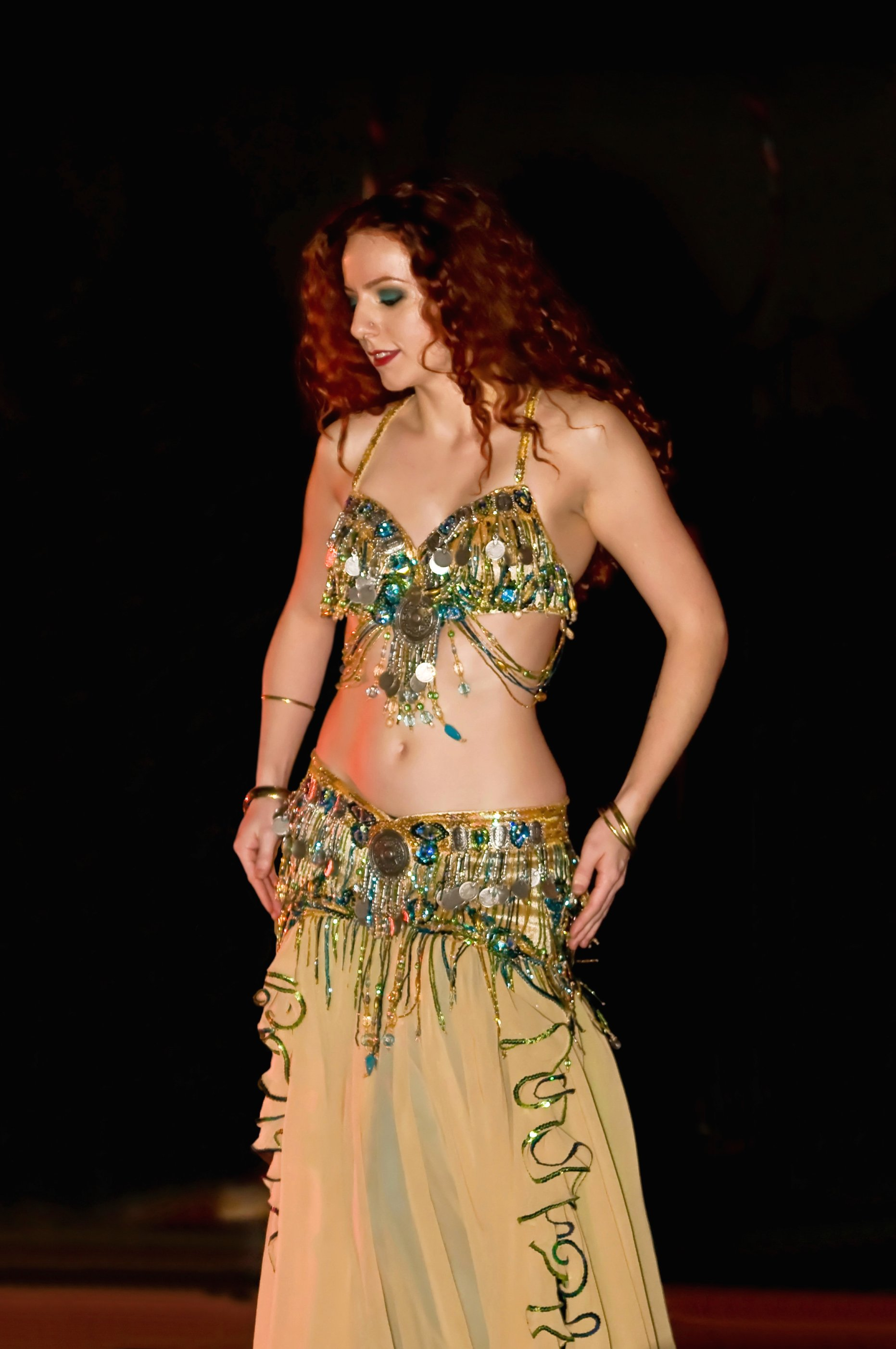
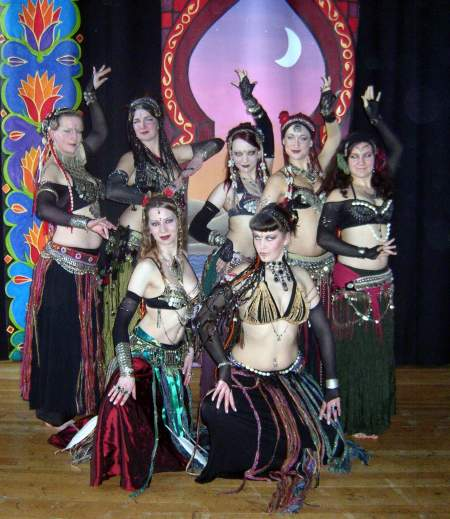
American Tribal Style Bauchtanz-Gruppe

## Stile des orientalischen Tanzes
- Klassisch-orientalischer Tanz
- Baladi
- Orientalische Folkloretänze

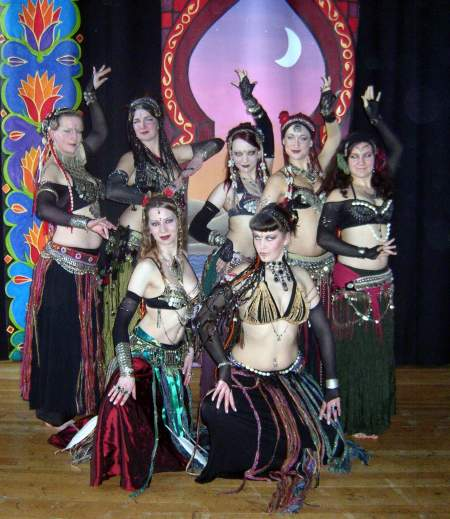
Tribal Style Fusion Dance Gruppe

- Tsifteteli (griech. τσιφτετέλι) ist die griechische Bezeichnung für einen traditionellen orientalischen Tanz. Die Bezeichnung Tsifteteli ist eine Ableitung von dem türkischen Wort Çiftetelli, was „mit zwei Saiten“ bedeutet. Dieser Tanz ist in Griechenland landesweit verbreitet.
- American Tribal Style Belly Dance und dessen Derivate wie Tribal Fusion.

### Fantasy
Diese Tänze wurden nach alten Bildern und Geschichten erdacht, ohne reale geschichtliche Grundlagen für die Tanzformen und -schritte.
- Pharaonischer Tanz
- Säbeltanz
- Schleiertanz/Doppelschleiertanz
- Tanz mit sieben Schleiern
- Schlangentanz

### Modetänze
Tänze wie Samba Oriental, Oriental Techno oder Oriental Pop sind Tänze, die Elemente aus dem Orientalischen Tanz übernommen haben, aber zu den modernen Mode- und Partytänzen bzw. zum Tanzsport und den Tänzen der Jugendkultur gehören. So sind die Kleidung, die Bewegungsvielfalt und auch die Musik völlig frei wähl- und verarbeitbar. Bekannteste Trendsetterin der „Oriental-Pop-Welle“, die viele typische Bauchtanzbewegungen in ihre Choreografien, Videoclips und Liveauftritte einbaut, ist die kolumbianische Sängerin Shakira. Ebenso zeigten und zeigen auch Beyoncé Knowles, Britney Spears, Christina Aguilera und Cher viele typische Bewegungen und Tanz-Kombis aus dem orientalischen Tanz.

### Orientalischer Tanz heute

#### Die Entwicklung des Kairoer Stils
Der arabische Raqs Sharqi wurde in der Cabaret-Szene von Kairo in seiner Grundform und Ausprägung entwickelt und aufgeführt. Verbreitet wurde dieser Cabaret-Stil hauptsächlich durch die ägyptische Filmindustrie. Ägypten hat bis heute eine starke Filmindustrie, und zwischen 1920 und 1950 boomten Filmproduktionen und Aufführungen. Da der Eintritt für einen Film wenig kostete und vom tristen Alltagsleben ablenkte, konnten sich die in den Filmen gezeigten Tanzstile schnell etablieren und wurden in den Cabarets und Nachtclubs weiterentwickelt. Auch das Fernsehen, in dem bis heute auch gerne alte Filme gezeigt werden, und welches in Ägypten rund um die Uhr angeschaltet ist, hat seit seiner Etablierung dazu beigetragen, die großen Tänzerinnen des frühen ägyptischen Kinos weiterhin im Gedächtnis zu behalten.
Bekannte und berühmte Tänzerinnen des Kairoer Stils, auch außerhalb Ägyptens, sind u. a. Samia Gamal, Tahia Carioca, Naima Akef und später Nagua Fouad. Suher Zaki oder Fifi Abdo setzten im orientalischen Tanz ebenfalls hohe Maßstäbe, die nicht nur in der arabischen Welt Anwendung und Nachahmung finden.
In Ägypten und der arabischen Welt, speziell ab ca. 1980 bis heute, hat der Tanz den Status einer gehobenen Unterhaltungskunst.

#### Orientalischer Tanz außerhalb der arabischen Welt

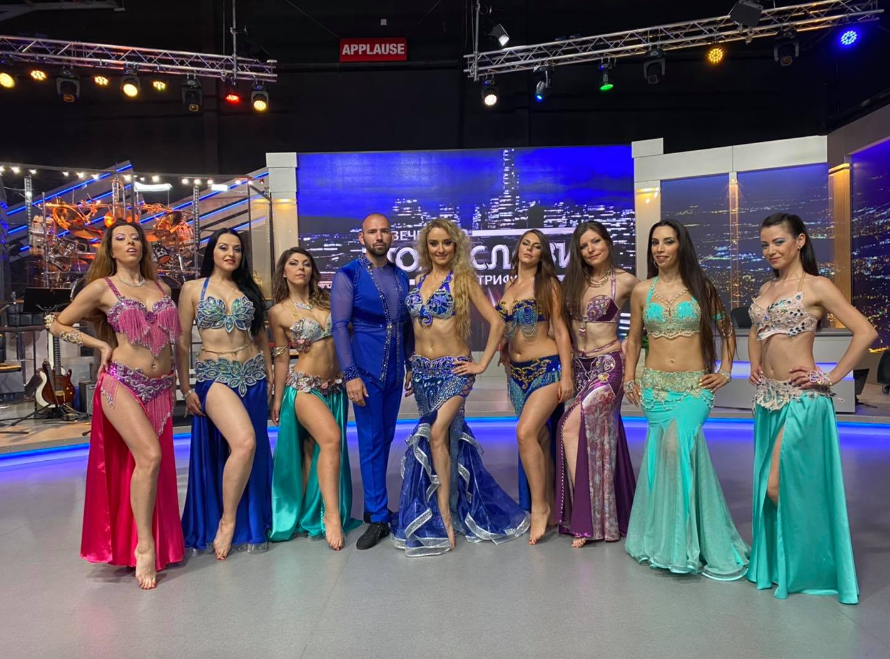
Bauchtänzerinnen in einer bulgarischen Fernsehsendung

Der Bauchtanz, wie er heute in der westlichen Welt bekannt ist, stellt eine Sonderform des orientalischen Tanzes dar. Bauchtanz ist auch in der Türkei, in Griechenland und generell auf der Balkanhalbinsel verbreitet. In Griechenland und auf dem Balkan wird er in erster Linie als Gesellschaftstanz getanzt und eher selten vorgeführt.
Der türkische Bauchtanz heißt Göbek Dansı (Göbek; türk. Bauch) oder Oryantal Dans, der griechische Tsifteteli. Diese beiden Formen kennen weniger Bewegungen als der arabische Bauchtanz, und auch die Musik dazu ist rhythmisch meistens gleichförmig, im Gegensatz zur arabischen Bauchtanzmusik, die in einem einzigen Stück eine große Vielfalt von Rhythmen aufweist.
Mit dem ersten Auftauchen des orientalischen Tanzes in den USA vor über vierzig Jahren wurde aus dem exotischen Tanz eine Mainstreambewegung. Mit der Hippie-Ära, der Entdeckung fernöstlicher Philosophien und alternativer Lebensmodelle wurde auch der orientalische Tanz in den USA neu entdeckt. Hier gelang im Laufe der Zeit die Entwicklung eines eigenständigen Stils, des American Cabaret Bellydance (auch AmCab genannt) oder „American Bellydance“, der sich vom klassischen orientalischen Tanz unterscheidet. Diese Entwicklung eines eigenständigen Stils förderte die Kreativität und das Selbstbewusstsein amerikanischer Tänzerinnen, eigene Fusionen und Bewegungen einzubringen, ohne sich mit Authentizitätsproblemen auseinandersetzten zu müssen.
Bekannte zeitgenössische amerikanische Tänzerinnen (diese Aufzählung erhebt keinen Anspruch auf Vollständigkeit) sind: Suhaila Salimpour, Ansuya, Dalilah, Cassandra, Dalia Carella, Suzanna Del Vecchio, Morocco, Latifa und Helena Vlahos, die in den 1970er Jahren im amerikanischen Fernsehen rollende Münzen auf ihrem Bauch tanzen ließ.
Unter der Bezeichnung moderner ägyptischer Tanz versteht man die Weiterentwicklung der traditionellen ägyptischen Tanzbewegungen. Im Sinne von Weiterentwicklung des traditionellen ägyptischen Tanzes wurden seit einigen Jahren neue Elemente (Bewegungen und Kombinationen) durch ägyptische Tänzerinnen in den Bauchtanz eingebracht. Diese neueren Bewegungselemente werden zur besseren Unterscheidung und Benennung oft nach den einzelnen Tänzerinnen benannt, die diese Bewegungen zeigten und verbreiteten.
Eine andere Entwicklung in Form von sogenannter „westlicher Verfremdung“ des ägyptischen Tanzes findet, laut konservativen Verfechtern des reinen ägyptischen Stiles, in Europa und USA täglich statt. Diese neuen Elemente, Bewegungen und Abläufe werden meist nicht nach deren Schöpfern benannt oder nur im Rahmen regionaler Aktivitäten der Tänzerinnen selbst verbreitet. Oft wird auch die Bezeichnung moderner ägyptischer Tanz als Kennzeichnung für einen vereinfachten Raqs Sharqi zu moderner Popmusik verwendet. Vor allem in Ägypten werden solche Entwicklungen als Verfremdung empfunden und kaum oder eher amüsiert zur Kenntnis genommen.
Bis heute haben sich zahlreiche sehr gute und bekannte Tänzerinnen und Tänzer aus dem konservativen Schatten des puren ägyptischen Stils herausentwickelt. Durch ihre Arbeit mit Bauchtanz haben sich inzwischen viele Tänzerinnen und Tänzer einen respektablen Ruf in Deutschland, Europa und auf internationaler Ebene erarbeiten können. Als Plattform für einen weltweiten Tanz- und Erfahrungsaustausch gelten bis heute die internationalen Tanzfestivals in Ägypten, USA und Europa.

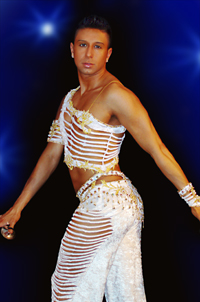
Zadiel Sasmaz Männlicher Bauchtänzer

In der westlichen Welt wird orientalischer Tanz stark verändert, was ihn entsexualisiert. Dazu trägt auch die häufige Betonung des Techniktrainings bei.

#### Verbot von Bauchtanz
Bauchtanzvorführungen sind und waren in verschiedenen Ländern zu unterschiedlichen Zeiten immer wieder von Verboten oder Einschränkungen betroffen, wie z. B. im Osmanischen Reich. Vor allem in Ländern mit streng religiöser Regierung oder Ländern, deren Religionsführer der Zurschaustellung unverhüllter, vor allem weiblicher Körperteile sehr kritisch gegenüberstehen, steht der Bauchtanz immer wieder im Mittelpunkt zahlreicher Debatten. Daher wird der Tanz auch zum Anlass genommen, den moralischen Verfall einer Gesellschaft zu kennzeichnen und damit den Tanz wie auch seine Darsteller als moralisch verwerflich zu brandmarken. Als Reaktion bildeten sich Formen heraus, bei denen anstelle der Frauen Männer oder Knaben tanzten, so z. B. Köcek.
In Ägypten wurde für ein Jahr ein Auftrittsverbot für nicht-ägyptische Tänzerinnen erlassen, das bis September 2004 in Kraft war. Der Kulturminister der Palästinensischen Autonomiegebiete Attallah Abu al-Sibbah soll 2006 angedeutet haben, dass er plane, Bauchtanz ganz zu verbieten.

## Bauchtanz in verschiedenen Ländern

### Ukraine
In der Ukraine ist Bauchtanz als Sport- und Tanzart weit verbreitet. Auf nationaler Ebene gibt es die beim ukrainischen Justizministerium registrierte Ukrainische Vereinigung der Ausführenden des Orientalischen Tanzes (UAVST, Українська Асоціація Виконавців Східного Танцю (УАВСТ)). Der Verband verfügt über 18 regionale Zweigstellen und ist Mitglied der International Association of Eastern Dance (IAED) und der International Dance Sport Association (IDSA).

## Bauchtanz in der Populärkultur

### Bauchtanz in Filmproduktionen
Die Auflistung dieser Filme stellt keinen Anspruch auf Vollständigkeit und soll nur einen kleinen Überblick über die vielen Filme geben, die Bauchtanz zeigen, oft sogar berühmt wurden durch den Auftritt einer bekannten Schauspielerin in einer orientalischen Tanzszene. Obwohl Bauchtanz in den Filmen an sich kaum wahrgenommen wird, spielt er oft eine wichtige Rolle für die Handlung (z. B. Wild Wild West), dient der Intensivierung des Gefühls, der Orient sei eine andere Welt, soll den Zuschauer (und den Protagonisten) sprichwörtlich verführen oder wird spielerisch, komödiantisch eingebaut. Die Filme, die sich mit orientalischen Themen und Motiven beschäftigen, beginnen sehr früh in der Zeit des Kinos, spätestens 1917 mit Cleopatra:
- 1917: Cleopatra, u. a. mit Theda Bara, die im Film selbst „orientalisiert“ tanzt.
- 1932: Mata Hari, u. a. mit Greta Garbo, die als Mata Hari in diesem Film ebenfalls orientalisch tanzt.
- 1934: Cleopatra, u. a. mit Claudette Colbert als Cleopatra, die auch selbst tanzt.
- 1938: Der Tiger von Eschnapur / Das indische Grabmal, u. a. mit Theo Lingen und La Jana. La Jana tanzt in beiden Filmen „orientalisiert“ als indische Tänzerin Indira.
- 1949: Die schwarzen Teufel von Bagdad, u. a. mit Maureen O’Hara, die einen orientalischen Tanz zeigt.
- 1953: Salome, hier tanzt Rita Hayworth selbst.
- 1954: Ali Baba (1954), hier zeigen in der weiblichen Hauptrolle die ägyptische Bauchtanzlegende Samia Gamal, sowie Yoko Tani und Fanfan Minucci Bauchtänze.
- 1954: Die Tochter des Kalifen, ein Bauchtanz im Beduinenzelt.
- 1954: Der Talisman, u. a. mit Rex Harrison, hier zeigt die türkische Tänzerin Nejla Ates einen Bauchtanz als „dunkelhäutige Tänzerin“.
- 1954: Das Tal der Könige, u. a. mit Robert Taylor. Hier tanzt die die ägyptische Bauchtanzlegende Samia Gamal.
- 1957: Der Sohn des Scheik, u. a. mit Carmen Sevilla, hier werden mehrere Bauchtänze aufgeführt, u. a. von Samia Gamal.
- 1959: Der Tiger von Eschnapur / Das indische Grabmal, u. a. mit Debra Paget als indischer Tempeltänzerin.
- 1962: In dem Monumentalfilm Sodom und Gomorrha hat Mitsuko Takara in ihrer Rolle als Sklavin Orphea eine Bauchtanz-ähnliche Tanzszene.
- 1962: Stärker als alle Vernunft, u. a. mit Jack Lemmon. Lisa Guiraut als Bauchtänzerin.
- 1963: Liebesgrüße aus Moskau, hier zeigt die englische Schauspielerin Lisa Guiraut als Zigeunerin verkleidet einen Bauchtanz.
- 1963: Agazet nos el Sana (Sommerferien) Orientalischer Tanzfilm, Chor.: Mahmoud Reda
- 1964: Soraya – Sklavin des Orients, hier zeigt Nadine Vernier als Sklavin einen Bauchtanz, ebenso einige weitere Haremstänzerinnen.
- 1965: Gharam fi al-Karnak (Liebe in Karnak) Orientalischer Tanzfilm, Chor.: Mahmoud Reda
- 1965: Hi-Hi-Hilfe!, in diesem Film der Beatles kommt eine Bauchtanzszene vor.
- 1966: Der Schatten des Giganten, hier wird in einem Beduinenzelt ein Bauchtanz gezeigt.
- 1966: Khartoum – der Aufstand, u. a. mit Charlton Heston. Lisa Guiraut zeigt einen Bauchtanz.
- 1967: In der Star Trek – Folge Der Wolf im Schafspelz / Wolf in the Fold (Folge 44, Staffel 2 / Nr. 14, Erstausstrahlung 22. Dez. 1967) tanzt die Tänzerin Kala Bauchtanz.
- 1969: In dem italienischen Kriegsfilm Königstiger vor El Alamein wird ein Bauchtanz aufgeführt.
- 1970: Harami el waraka (Der Dieb des Lottoscheins), Chor.: Mahmoud Reda
- 1976: Ilsa – Haremswächterin des Ölscheichs, Sexploitationfilm, im Harem des El Sharif werden mehrere Bauchtänze aufgeführt.
- 1979: Das China-Syndrom, u. a. mit Jane Fonda, in einer Szene zeigt die amerikanische Tänzerin Delilah aus Seattle einen Bauchtanz.
- 1979: Im Banne des Kalifen, hier führt Suzanne Danielle einen Bauchtanz-ähnlichen Tanz vor dem Kalifen, gespielt von Christopher Lee, auf.
- 1983: Octopussy, u. a. mit Roger Moore als James Bond. Hier zeigt eine Gruppe Frauen einen Bauchtanz, um Wärter abzulenken.
- 1988: „Yasemin“, auf einer türkischen Hochzeit zeigt eine betagte Frau eine umjubelte Darbietung ihrer Tanzkunst, bevor sie die bitter-süße Geschichte ihrer eigenen Hochzeit erzählt.
- 1996: From Dusk Till Dawn, der berühmte Schlangentanz von Salma Hayek als Santanico Pandemonium.
- 1999: Wild Wild West, u. a. mit Will Smith, der sich als Bauchtänzerin verkleidet und vor Kenneth Branagh tanzt.
- 2000: In der Fantasy-Serie Xena – Die Kriegerprinzessin führt Renée O’Connor in der Folge 116 (Staffel 6, Episode 4: Who’s Gurkhan? / Blutrache) einen Bauchtanz auf.
- 2002: Roter Satin, tunesischer Spielfilm, in dem eine Witwe über den Bauchtanz neue Lebensfreude entdeckt.
- 2003: Good Bye Lenin, deutscher Spielfilm u. a. mit Daniel Brühl. Hier führt Maria Simon nach dem Mauerfall und der beginnenden Verwestlichung Berlins einen Bauchtanz auf, der gerade in Westdeutschland Trend ist.
- 2004: Alexander, u. a. mit Val Kilmer. Hier werden viele Bauchtänze gezeigt, u. a. auch Säbeltanz, Schlangentanz (Angelina Jolie) und Schleiertanz.
- 2004: Alles was ich an euch liebe, hier versucht María Botto den Freund ihrer Schwester mit einem Bauchtanz zu verführen.
- 2007: Couscous mit Fisch. Am Ende des Films tanzt Hafsia Herzi.
- 2007: Ali Baba und die 40 Räuber (2007), französischer Spielfilm in dem Leïla Bekhti in der Rolle der Mardschana einen Bauchtanz aufführt.
- 2008: The Wedding Song – Das Ende der Unschuld, hier werden auf Nours Verlobung mehrere Bauchtänze gezeigt.
- 2011–2014: Das osmanische Imperium – Harem: Der Weg zur Macht. In der türkischen Historienserie führt in der 66. Folge die Haremssklavin Firuze (dargestellt von Cansu Dere), einen Tanz vor Sultan Süleyman I. auf, der Elemente des Bauchtanzes enthält. Der angeregte Süleyman wählt Firuze daraufhin als Konkubine für die Nacht aus.
- 2012: Just Like a Woman, Road-Trip-Film mit Sienna Miller und Golshifteh Farahani in den Hauptrollen, wo die beiden Frauen mit Bauchtanzauftritten sich finanziell über Wasser halten.

### Bauchtanz in der Literatur

#### Belletristik
- In John Normans 1985 erschienenem Roman Die Tänzerin (The Dancer) thematisiert der Autor die erotischen Aspekte des Bauchtanzes in Verbindung mit patriarchaler Männerherrschaft über die Frau. Im Roman lernt die Bibliothekarin Doreen Williamson Bauchtanz, wobei die Lehrerin ihre Schülerinnen auffordert, wie Sklavinnen zu tanzen. Auf Doreens empörte Ablehnung, dass sie keine Sklavin sei, entgegnet die Lehrerin: „Glaubst du diese Tänze seien für Frauen? […] Sie wurden entwickelt, um von Männern gesehen zu werden. Das ist ihr Sinn. […] Und es gäbe auch nicht einen einzigen Mann hier […] der beim Anblick von dir, halb nackt, in deinen Juwelen und deinen Schleiern, dich nicht an eine Kette legen wollte, um dich zu besitzen.“[16]  Im weiteren Verlauf des Romans wird Doreen auf die fiktive Welt Gor entführt, wo sie als Sklavin verkauft wird und  sowohl mit ihrem Bauchtanz als auch sexuell dienen muss. „Natürlich ist es (der Tanz) auch von Beginn an erregend für die Frau, denn sie weiß, dass sie wie eine Sklavin gekleidet, wie eine Sklavin zur Schau gestellt ist und dass sie wie eine Sklavin tanzen muss [...] dann muss sie später die Leidenschaften befriedigen, die sie im Tanz geweckt hat [...] Wenn eine Frau zum Traumbild der Lust der Männer werden soll, lasst sie diese Form des Tanzes erlernen.“[17]
- Im Roman Die Girls von Riad der saudi-arabischen Schriftstellerin Rajaa Alsanea führt Lamis, eine der Hauptprotagonistinnen, einen Bauchtanz auf, wobei die anderen anwesenden jungen Frauen bestimmten Bewegungen Bezeichnungen geben, wie "Schneiden mit dem Wiegemesser" oder "Auspressen einer Orange".[18]

### Bauchtanz in Musikproduktionen
- In dem Videoclip zu Madonnas Song Frozen hat die amerikanische Sängerin nicht nur die typischen Hennamalereien an den Händen, ihre Hand- und Armbewegungen zeigen auch deutliche orientalische Züge (resp. des Tribal Style Dance).
- Im Videoclip zum Song I'm a Slave 4 U zeigt Britney Spears typische Bauchtanzbewegungen.
- Die amerikanische Sängerin Beyoncé zeigt typische Bauchtanzbewegungen in ihrem Videoclip Baby Boy.
- In dem Lied des amerikanischen Rappers Eminem Ass Like That beginnt die erste Strophe mit dem Text: „The way she moves, she's like a belly dancer“. Auch ist die Musik zu diesem Lied deutlich orientalisiert.
- Das Lied Bananza des amerikanischen Sängers Akon enthält folgende Textpassage: „Don't be shy girl, go bananza. Shake your body like a belly dancer.“
- Die bekannteste Sängerin, die Bauchtanzbewegungen zeigt und auch arabische Musik in ihren Produktionen verwendet, ist die kolumbianische Sängerin Shakira. Sie zeigte bei den MTV Video Music Awards 2006 in New York ihren Song Hips Don’t Lie, der in Zusammenarbeit mit Wyclef Jean entstand. Ihre halb-libanesische Abstammung zeigt sich sehr stark in ihrem Tanz und auch in ihren Choreografien.
- 2002 beschloss Cher im Alter von 56 Jahren, ihre Tourneen mit einer letzten Farewell Tour zu beenden. Diese endete am 30. April 2005 nach 325 Shows auf der ganzen Welt (5,880 Millionen Besucher) mit einer Rekordeinnahme von rund 400 Millionen US-Dollar (323 Millionen Euro). Während des Konzertes verkleidete sich Cher als Orientalin und ritt auf einem Kunst-Elefanten auf die Bühne.
- Christina Aguilera zeigte sich in einem Werbespot für einen großen amerikanischen Getränkehersteller als Bauchtänzerin und als indische Tänzerin. Bereits in ihrem 1999 erschienenen Hit Genie In A Bottle nimmt sie Bezug auf die Fernsehserie Bezaubernde Jeannie (im Original: „I dream of Jeannie“), in der ein orientalischer Flaschengeist mit magischen Fähigkeiten die Hauptrolle spielt, und zeigt im dazugehörigen Videoclip orientalische Tanzbewegungen.